# Storia di Terni

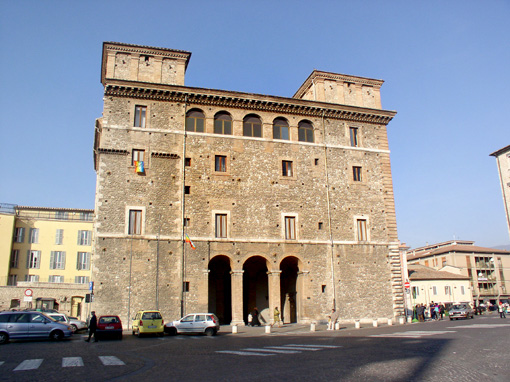
Palazzo Spada

La città di Terni è oggi il centro abitato principale dell'omonima conca, nonché una delle città più importanti e popolose dell'Italia Centrale e dell'area appenninica. Si sviluppa su un piano alla destra del fiume Nera, in un territorio alla confluenza della valle del Velino e della Valnerina, dove i fondovalle intersecano gli importanti corridoi naturali appenninici come la valle del Naia, il medio Tevere e la valle del Clitunno, storicamente attraversati dalle principali vie di comunicazione dell'Italia centrale.
I primi reperti archeologici, che testimoniano la stabile presenza umana nel territorio, sono emersi da alcuni scavi periferici e risalgono all'Età del rame e all'Età del ferro. Dopo la prima metà del III secolo a.C., i Romani fondarono una colonia in territorio nequinate, presso Narni, col nome di Interamna. La colonia fu poi inserita in età augustea nella Regio VI. Interamna divenne sede di una diocesi cristiana dal II secolo e, dopo aver subito le devastazioni delle invasioni barbariche, nel Medioevo vide dapprima la dominazione dei Longobardi di Spoleto, poi la libertà come libero Comune ribelle allo Stato Pontificio, con sempre a capo il partito ghibellino cittadino, fino alla definitiva annessione allo Stato Pontificio, avvenuta sotto papa Pio IV nel 1563.
Per tutta l'età antica Terni fu una fiorente città di medie dimensioni nella campagna umbra fino a quando, nel XIX secolo, lo sviluppo industriale e ferroviario prima, e l'istituzione dell'omonima provincia poi, portarono la città, in un periodo di tempo relativamente breve, ad un radicale cambiamento della sua economia e dei suoi equilibri sociali.

## Preistoria
La città, posta in una pianura alluvionale tra il fiume Nera e il torrente Serra, vide il suo territorio abitato in modo stanziale non prima dell'Età del rame, a cui risalgono un fondo di capanna e materiale ceramico con le caratteristiche tipologiche della cultura di Conelle-Ortucchio, scoperti al di sotto di alcune sepolture della più tarda necropoli delle Acciaierie. Anche durante la media Età del bronzo gruppi umani, portatori della cosiddetta Civiltà Appenninica, hanno abitato questa zona, anche se le testimonianze archeologiche più significative sono state rinvenute intorno al Lago di Piediluco, poco distante da Terni.

### Fase «Terni I»
La presenza umana più significativa, però, è datata al X secolo a.C., cioè all'inizio dell'Età del Ferro: nel 1884, durante i lavori di costruzione dell'acciaieria, fu ritrovata una vasta necropoli, utilizzata fino al VI secolo a.C., appartenente alla cosiddetta Cultura di Terni. In base alla tipologia dei corredi funerari è possibile distinguere tre fasi: Terni I, Terni II e Terni III.
Alla prima fase, la più antica, appartengono le tombe a incinerazione, formate da un pozzetto per lo più cilindrico, all'interno del quale erano deposti un'olla ed un corredo di fibule ed anelli nelle sepolture femminili, rasoi di bronzo nelle sepolture maschili; in alcune tombe l'urna cineraria era ricoperta da una o due lastre di pietra a cappuccina e tutto il pozzetto era stato riempito con terra e ciottoli, poi delimitato da un circolo di pietre. Le analogie culturali sono con l'area laziale, soprattutto Roma-Colli Albani e Allumiere. L'abitato corrispondente alla necropoli di questo periodo era probabilmente situato sul Colle di Pentima, lungo il margine orientale della conca ternana, al di sopra del deposito alluvionale fra il Nera e il Serra, in cui fu dedotta la necropoli.

### Fase «Terni II»
La seconda fase, databile al IX secolo a.C., è caratterizzata dalla sostituzione del rito funerario dell'incinerazione con quello dell'inumazione, anche se il primo risulta ancora praticato in una piccola minoranza delle deposizioni. Le sepolture ad inumazione erano costituite da fosse rettangolari, riempite con terra e pietrame oltre il livello del suolo, a volte delimitate, in superficie, da un circolo di pietre. Ai piedi dell'inumato furono collocate olle ed orciuoli, di produzione locale, ad impasto parzialmente depurato e con scarsa decorazione.
In questo periodo le tombe maschili sono dominate dalla presenza delle armi, generalmente di bronzo, fra cui spade corte con lama ed impugnatura fuse insieme, punte di lancia, alcune in ferro, poste ai lati della testa, di forma triangolare. Numerosi sono anche i rasoi, in genere semilunati, con incisioni geometriche. Le sepolture femminili sono caratterizzate dalla presenza di armille, orecchini, collane e spirali in Età del bronzo ornati con ambra, pasta vitrea o osso. Le fibule sono numerose e di varia foggia. All'atto della scoperta risultavano deposte un po' dappertutto: dalla più semplice posizione all'altezza del petto, fino ad una lunga serie che dallo sterno giungeva ai piedi lungo il fianco sinistro.
Le evidenze culturali di questa fase ricollegano la necropoli ternana all'area umbra, sabina e picena, ma con apporti dalla fase laziale di Roma-Colli Albani II, soprattutto nella ceramica. I gruppi che hanno dedotto la necropoli sembrano organizzati secondo una gerarchica, forse, guerriera, capaci di produrre eccedenze alimentari dalle attività agricole e di allevamento e in una minoranza di casi in grado di accumulare ricchezza, scambiando manufatti anche a lunga distanza, da Fratta Polesine, in piena cultura veneta all'Etruria settentrionale e meridionale.

### Fase «Terni III»

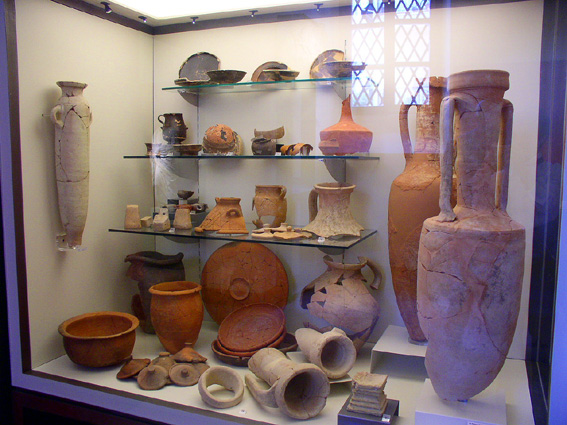
Alcuni reperti del Museo Archeologico

Alla terza fase, databile fra l'VIII e il VI secolo a.C., appartengono le tombe di S. Pietro in Campo, poco più ad occidente della necropoli delle Acciaierie. Le sepolture sono tutte ad inumazione, particolarmente ricche: quelle maschili di armi in ferro, fra cui lance a foglia, giavellotti, spade e pugnali; quelle femminili di lebeti, bacili, attingitoi, anfore, oltre alle fibule. Il materiale ceramico, molto più fine e lavorato rispetto a quello della fase precedente, è rappresentato in genere da un grosso vaso, e da uno o più piccoli vasi ed altri oggetti, come coppette ed ollette, tutti deposti in un'unica tomba. Gli oggetti di metallo e ceramici sono sia di origine straniera, soprattutto fenicia, etrusca, falisca e picena, sia locale, ma sempre con richiami tipicamente orientalizzanti in quelli databili al VII e VI secolo a.C.
Il gruppo sociale che ha utilizzato questa necropoli sembra connotato da una maggiore differenziazione dei suoi componenti, alcuni dei quali dominano per ricchezze e capacità militari di controllo del territorio; la produzione agro-alimentare va ben oltre una semplice economia di sussistenza, con l'accumulo di derrate anche di prestigio; infine, l'ambiente culturale è più incline ad accettare nuovi schemi. L'abitato non sembra più localizzato sul colle di Pentima ma sulla piccola altura, corrispondente all'attuale piazza Clai, dove sorgerà la città romana e la Terni dei secoli successivi, come risultato di un'opera di urbanizzazione che ha visto lo spopolamento di alcune alture circostanti la conca ternana e la concentrazione della popolazione intorno ad un'area cultuale, in prossimità di un guado del Nera, alla confluenza col Serra; questa caratteristica geografica giustificherà il toponimo latino.
Le Tavole eugubine menzionano nel III secolo a.C. la presenza nell'area del popolo dei Naharti (Naharkum..Numen), una popolazione umbra oppure, se diversi dagli Umbri, un gruppo appartenente ad un substrato indoeuropeo più antico. È probabile che i Naharti abitassero proprio lungo il corso del fiume Nera, la cui radice idronimica Nahar- è in comune con l'appellativo Naharkum. I Naharti confinavano con altre popolazioni come i Piceni e gli Etruschi ed erano considerati nemici dell'arce umbra di Gubbio, al pari degli Etruschi e degli Jabusci. Nel complesso era una popolazione di ceppo misto, data la diversificata quantità di sepolture rinvenute a Terni. L'identità umbra dei Naharti rimase forte e conservatrice anche dopo l'annessione a Roma, riuscirono ad avere peso e diventare una provincia Romana. I guerrieri Naharki componevano un elemento essenziale delle guarnigioni militari Umbro-Romane. Fondarono la città nel 672 a.C., come si evince da un'iscrizione latina di età tiberiana. Il nome Interamna Nahars ha fatto pensare che il Nera e il Serra e i loro affluenti circondassero la città, costituendo una difesa naturale. Infatti in italiano: Inter (fra) Amne (corsi d'acqua, fiumi) e Nahars (Naharti-ki, abitanti del fiume Nera, in latino Nar o Nahar).
Alcune sommità che circondano la piana di Terni continuarono ad essere abitate, come le propaggini meridionali dei Monti Martani, disseminate di piccoli insediamenti, posti fra i 700 e i 1000 metri di altezza, non tutti a scopo abitativo. Il più importante di questi è il sito fortificato di S. Erasmo di Cesi, databile almeno al V secolo a.C., provvisto di due piccole necropoli che vanno dal IX al VI secolo a.C., sorto poco più in basso del complesso cultuale di Torre Maggiore, risalente al VI secolo a.C., ma probabilmente frequentato da molto prima, in cui sono stati rinvenuti una serie di bronzetti votivi, soprattutto a carattere guerriero; cosa che indica la natura militare dei gruppi preminenti localizzati su queste alture. La notizia non provata che al di sopra di Rocca San Zenone si trovasse l'oppidum umbro di Vindena si riferisce probabilmente alla memoria di questi insediamenti di altura.una popolazione proto-celtica proveniente dal medio bacino del fiume Danubio e dal centro-sud dell'attuale Germania.

## La conquista romana
Le fonti classiche non citano quando Terni entrò a far parte delle strutture amministrative romane. Poco prima che scoppiasse la terza guerra sannitica Roma intraprese una campagna di guerra contro i Nequinati, gli abitanti dell'odierna Narni, dove, dopo la presa di Nequino, impiantarono una colonia latina, conferendole il nome di Narnia. Nel 290 a.C., o poco dopo, M. Curio Dentato promosse sia la costruzione della Via Curia, collegando Terni a Rieti, sia, nel 271 a.C., il taglio del costone delle Marmore, per facilitare il deflusso delle acque del Velino nel Nera; è quindi probabile che, dopo la prima metà del III secolo a.C., quel nucleo abitato, sorto alla confluenza del Serra nel Nera, fosse stato romanizzato in colonia latina con il nome di Interamna. Non è dato sapere se la deduzione della colonia avvennisse contemporaneamente a quella di Narnia, ma, analogamente ad altre fondazioni coloniche, è presumibile che sia accaduto proprio questo. Tra l'altro, sembrano risalire a questa epoca le mura che circondarono il perimetro dell'abitato romano.
Durante la seconda guerra punica, nel 214 a.C., Interamna insieme ad altre undici colonie latine, non si trovò nelle condizioni di fornire il suo contingente di armati per formare le due legioni urbane che i consoli di quell'anno, Quinto Fabio Massimo Verrucoso e Marco Claudio Marcello, ebbero intenzione di arruolare; quest'azione, giudicata dal Senato di Roma come tradimento, fu severamente punita qualche anno dopo con l'emanazione di una legge apposita, che nella giurisdizione delle colonie latine si chiamò ius XII coloniarum. A questo periodo risalgono le mura che circondarono il perimetro dell'abitato romano.
Il rifiuto di consegnare gli armati fu giudicato dal Senato romano atto di tradimento, cosicché, dopo altri episodi di renitenza verificatisi per altri sei anni, nel 208 a.C. scattò la punizione, che entrò nella giurisdizione romana con il nome di jus XII coloniarum: le dodici colonie, oltre che a fornire un numero di armati fisso, da inviare fuori d'Italia, furono costrette a redigere annualmente le liste censorie e a consegnarle ai magistrati romani in carica, in modo che l'arruolamento fosse fatto direttamente da costoro, previa una tassa dell'un per mille sui cespiti dichiarati.

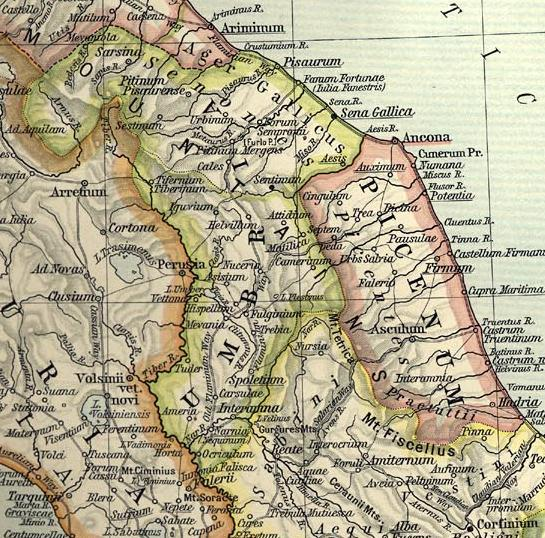
Mappa della regio VI.

Alla fine del II secolo a.C. sono databili alcuni lavori di riassetto del ramo orientale della via Flaminia, che collegava –e collega– Narni a Spoleto, per riallacciarsi all'originario tracciato della consolare all'altezza di Forum Flaminii, poco a nord di Foligno. Non si sa quando sia stato costruito questo ramo stradale, ma è evidente che con esso si realizzò una più forte presenza di Roma fra la fedelissima Otricoli e l'altrettanto fedelissima Spoleto, soprattutto dopo la defezione degli Interamnates durante la seconda guerra punica. Per quanto riguarda Interamna, la Flaminia, che entrava in città da sud-ovest, costituì il cardo, mentre l'ipotetico tracciato della Via Curia, o la strada che con essa si raccordava, all'interno delle mura, formò il decumanus.
Dopo la guerra sociale Interamna divenne municipium, non si sa se con le caratteristiche della piena cittadinanza o come civitas sine suffragio. In seguito alla sconfitta di M. Antonio nella guerra di Perugia contro C. G. Cesare Ottaviano, Interamna fu salvata dalla confisca delle proprietà private, pur dovendo subire attribuzioni viritane in favore di militari dell'esercito di Ottaviano.

## L'Impero Romano
Con la sistemazione amministrativa dell'Italia, Interamna fu iscritta alla tribù Clustumina e inclusa nella Regio VI Umbria. Si colloca nel periodo fra la fine del I secolo a.C. e la prima metà del I secolo d.C. la strutturazione definitiva della Terni romana. In questo periodo sono edificati i templi, il teatro, due terme e l'anfiteatro. La larga disponibilità di acqua e la fertilità del suolo permisero un fiorente sviluppo dell'agricoltura, le vie di comunicazione quello dei commerci; le colline intorno all'abitato si popolarono di ville rustiche. Sono attestate le canoniche magistrature municipali come i Quattuorviri jure dicundo, i due aediles curules, i quaestores a decurionibus, i decuriones e gli addetti al culto imperiale, i seviri augustales; fra le cariche religiose, figuravano il pontifex e il praetor sacrorum.
Nel 69 Interamna fu sede di una scaramuccia fra quattrocento cavalieri delle ultime coorti di Vitellio, attestate a Narni, e le legioni di T. Flavio Vespasiano, accampate a Carsulae. Sarebbe stato questo l'unico atto di guerra nella resa finale fra i due contendenti, avvenuta per tradimento degli armati di Vitellio.
(Publio Cornelio Tacito Historiae, Liber III, LXI, traduzione personale)

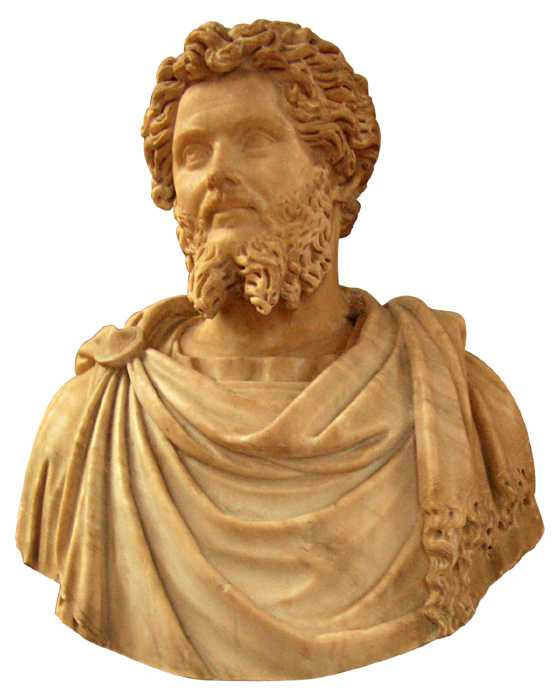
Lucio Settimio Severo

Risale all'inizio del III secolo d.C. la testimonianza della Tabula Peutingeriana che il tracciato di riferimento della Via Flaminia non fu più quello occidentale, da Narnia a Mevania, ma quello orientale passante per Terni, contrariamente all'itinerarium Gaditanum di due secoli prima, il che indica il primo come percorso preferito. Nel 193 L. Settimio Severo, in qualità d'Imperatore, nominato dalle legioni d'Illiria, incontrò ad Interamna la delegazione senatoriale che gli si fece incontro per omaggiarlo della carica e per chiederne il perdono.
Nel 253, nei pressi di Interamna, trovò la morte, ad opera dei suoi stessi soldati, l'imperatore V. Treboniano Gallo e suo figlio G. Vibio Volusiano, che si apprestavano a combattere contro le legioni dell'usurpatore M. Emilio Emiliano, acclamato Imperatore dalle truppe della Mesia.

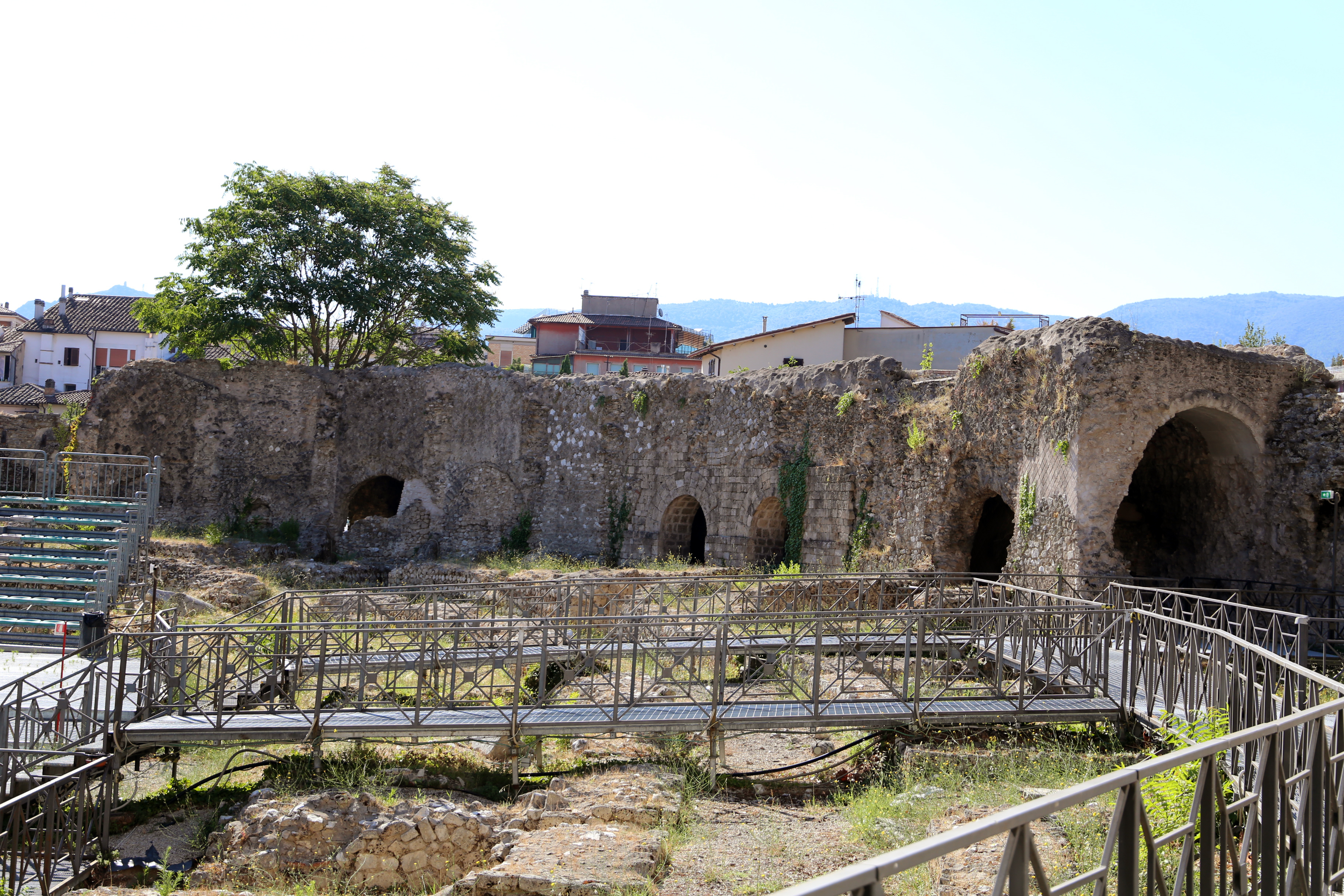
Resti dell'anfiteatro romano di Terni

Nel 306 Galeno, Cesare dell'Illirico, sceso in Italia con le sue legioni per costringere Massenzio a cedere il titolo di Imperatore, conferitogli soltanto dai Pretoriani, e la giurisdizione sull'Italia e l'Africa, pose i suoi accampamenti presso Interamna e da lì tentò di convincere Massenzio, prima di attaccare Roma; il tradimento di molti dei suoi soldati, però, lo indusse a ritornare in Illiria.
Risale all'inizio del III secolo la testimonianza della Tabula Peutingeriana che il tracciato di riferimento della Via Flaminia non è più quello occidentale, da Narnia a Mevania, ma quello orientale, che passa per Terni, contrariamente all'Itinerarium Gaditanum, di due secoli prima, che indica il primo come percorso preferito. È probabile che fra il I e il III secolo sia stato costruito, su un tracciato molto più antico, il ramo della Via Flaminia, chiamato via Interamnana, che collegava Interamna ad Eretum, l'attuale Monterotondo e che permetteva di raggiungere Roma attraverso la via Salaria o la via Nomentana, senza passare per la via Flaminia.
Con la riforma dell'Impero, voluta da Diocleziano, Interamna fu inserita nella provincia di Tuscia et Umbria.
La diffusione del Cristianesimo è attestata dall'area cimiteriale, databile al IV secolo, sorta su una necropoli pagana, alla sommità di un colle poco a sud della città, lungo la via Interamnana. I vescovi sicuramente accertati sono un certo Praetextatus al 465 e un Felix fra il 501 e il 502. Il luogo principale di culto fu costruito probabilmente all'interno delle mura cittadine, a ridosso dell'anfiteatro Fausto, nel luogo dove ora sorge la cattedrale e dedicato inizialmente a S. Maria Assunta e a S. Anastasio.

## L'Alto Medioevo

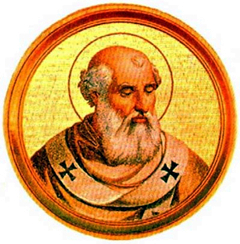
Papa Zaccaria.

Data la posizione centrale e le sue vie di comunicazione, Interamna vide continui movimenti di armati attraversarla da nord a sud e viceversa, per tutto il tardo Impero e nel corso delle invasioni barbariche, nonostante, in proposito, manchi una documentazione precisa.
Nel 537, durante la Guerra Gotica, Vitige, dopo aver rinunciato all'assedio di Narni, tenuta dai Bizantini di Bessa, condusse il suo esercito a Roma, attraverso la Sabina, probabilmente percorrendo la via Interamnana. Se Terni rimase in mano a Belisario non è dato di sapere; ammesso che lo fosse, Totila, nel 544, la riconquistò, insieme alla piazzaforte bizantina di Spoleto, procedendo al sistematico recupero del dominio sulla Via Flaminia, itinerario obbligato per gli aiuti di Bisanzio a Roma, tramite Ravenna o le Alpi Giulie. Un percorso analogo fu fatto nel 551 da Narsete, che riprese la Tuscia fra Perugia, Spoleto e Narni, compresa Terni.

### Il periodo longobardo
Ma la conquista più significativa fu quella longobarda, avvenuta ad opera dei Duchi di Spoleto alla fine del VI secolo e compiuta già al tempo di Autari. Terni assunse il carattere di città di frontiera, trovandosi a poca distanza da Narni bizantina, posta a guardia della via Flaminia. Sebbene il limite esatto fra le due aree nemiche sia molto difficilmente identificabile, si ritiene che esso fosse compreso fra la consolare Flaminia, nel suo percorso più antico, in mano ai Bizantini e la via Interamnana, in mano ai Longobardi, che la utilizzarono per l'occupazione della Sabina occidentale, fino a Farfa. Per questi motivi potrebbe essere giustificabile l'esistenza di un gastaldato fin dalla prima metà del VII secolo.
Grazie alla sua posizione di città di frontiera, Terni vide nel 742 il solenne incontro di Liutprando con Papa Zaccaria, in seguito al quale il re longobardo fece atto di rinuncia al possesso dei castelli occupati in quell'anno, compreso Narni, e definì un nuovo assetto territoriale del suo regno nell'Italia centrale.
(Pauli Continuationes, III, 9-18, traduzione personale)
Durante la prima fase del dominio longobardo la diocesi ternana fu soppressa da Gregorio Magno, forse più per mancanza di fedeli che per riduzione della popolazione e fu assorbita da quella di Narni.

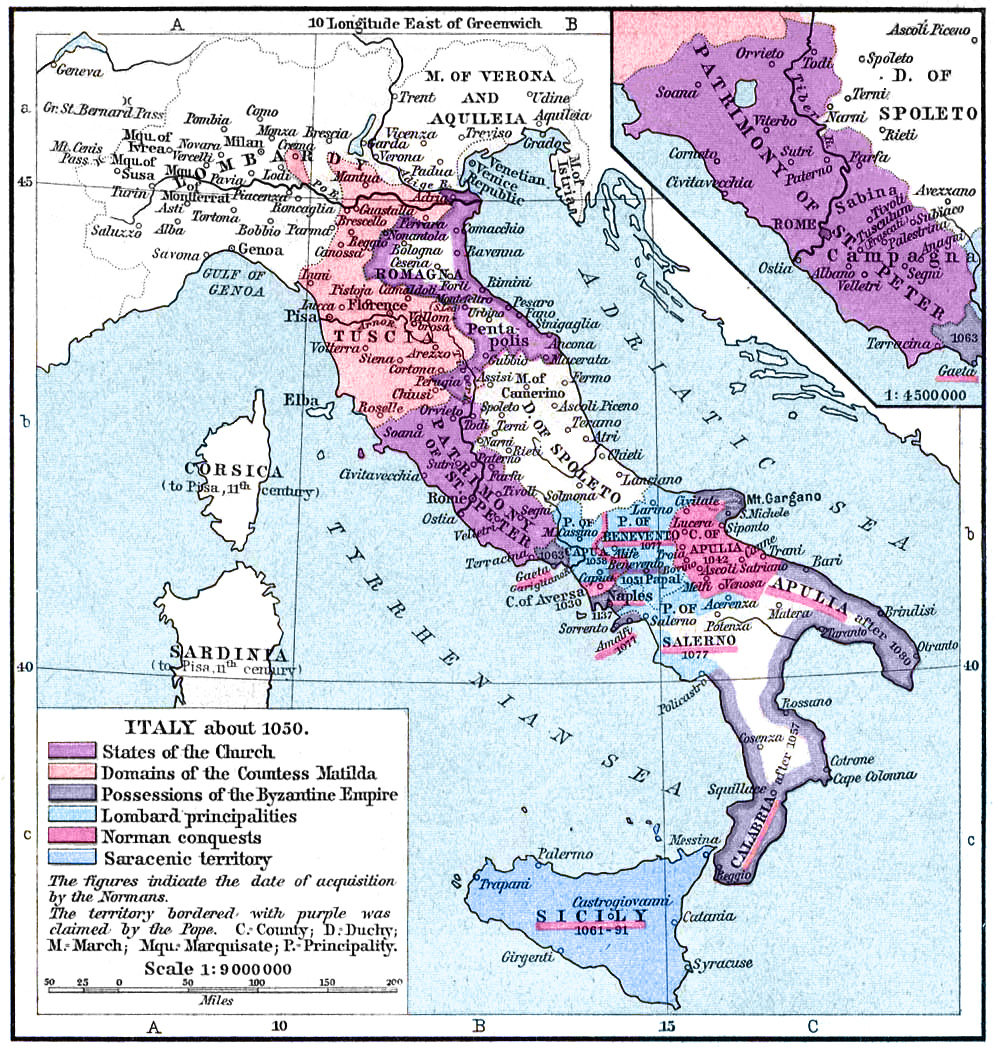
L'Italia nel 1050.

Il passaggio ai Franchi non mutò radicalmente la situazione, poiché Terni continuò a dipendere dal Ducato di Spoleto. La diocesi alla fine dell'VIII secolo fu annessa a quella di Spoleto, ristabilendo, così, ma a favore del Regno, un'anomalia istituzionale. Proprio per questo motivo il Papato e la diocesi narnese non smisero mai di rivendicare la sovranità su Terni, facendosi forti della Promissio Carisiaca e dei diplomi successivi, che affermavano la volontà dell'Impero di restituire Narni al Papa.
La questione sembrò schiarirsi nel febbraio del 962 quando Ottone I di Sassonia all'interno di un suo notissimo privilegium, fra i numerosi provvedimenti, riconobbe al Papa, Giovanni XIII, della Famiglia dei Crescenzi, veri e propri feudatari del narnese, il possesso di Teramne con tutte le sue pertinenze. La cosa, però, non ebbe seguito, forse per le resistenze dei duchi e dei vescovi di Spoleto.

## Il Basso Medioevo
Terni fu una delle prime città ad adottare il sistema consolare e dell'arengo del popolo. Nel 1159, all'inizio del conflitto fra Federico Barbarossa e Alessandro III, lo sviluppo della città dovette subire un arresto dovuto all'investitura feudale a favore dei fratelli del cardinale Ottaviano Monticelli (di stirpe nobile, il suo casato fu quello della famiglia Cesi di Narni), imposta dall'imperatore, che elevò il cardinale stesso al ruolo di antipapa. Per favorire la parentela dell'antipapa, Federico I investì i due fratelli del cardinale Ottaviano della feudalità di Terni. I ternani riuscirono, con l'aiuto del papa legittimo a "scrollarseli di dosso" pochi anni dopo, ma se la città riuscì a liberarsi e a riprendere il via, i suoi primi anni di vita da comune medioevale furono scossi da un secondo trauma nel marzo o aprile del 1174, quando Terni – accusata di non pagare le gabelle dovute – fu distrutta dall'esercito del legato imperiale l'arcivescovo Cristiano di Magonza, il più spietato collaboratore di Federico Barbarossa nel domare le città filo-papali. Soltanto la decisa opera di annessione dell'intero Ducato di Spoleto, da parte di papa Innocenzo III, nel 1198, riuscì a fare di Terni un pezzo del Patrimonio di S. Pietro in Tuscia. Nel 1218, Onorio III ricostituì il Capitolo Cattedrale nella chiesa di S. Maria Assunta, ma dotandola di una competenza territoriale molto esigua, esposta alle rivendicazioni, da una parte di Narni, dall'altra di Spoleto che veniva appoggiata delle famiglie romane, in particolar modo dai Crescenzi, che all'epoca si incistarono sulla piccola Narni per le loro incursioni o rivendicazioni in Umbria, in particolar modo nella conca da sempre dominio di Terni.

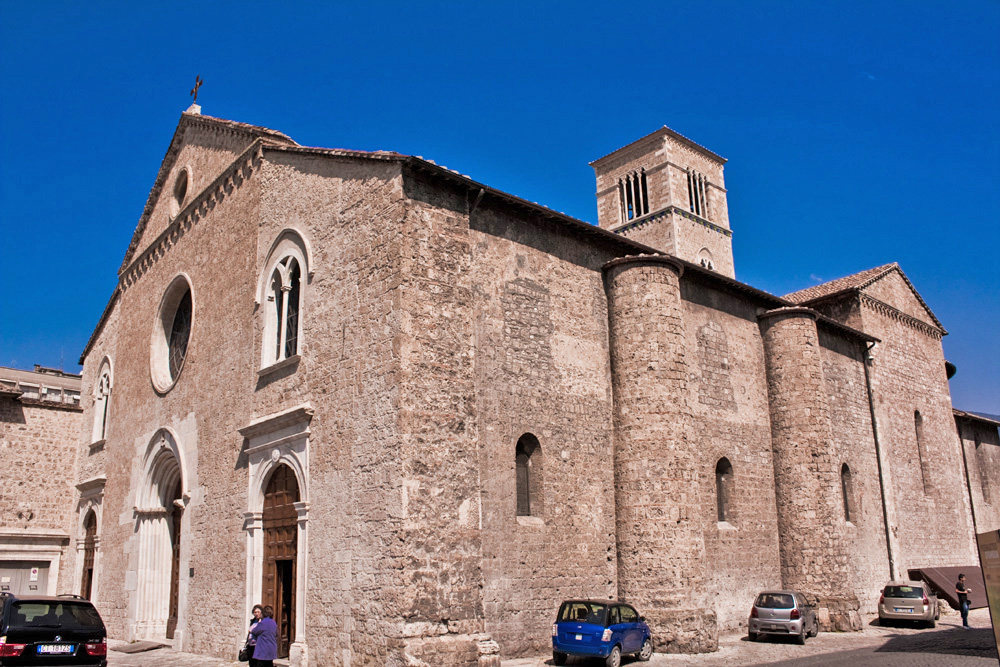
Chiesa di San Francesco (Terni, seconda metà del XIII secolo)

Quando Terni entrò a far parte del potere temporale della Chiesa era già un Comune, con la magistratura dei due consoli e il Parlamento. Al momento in cui gli fu restituita la diocesi, Terni ebbe anche il podestà e il capitano del Popolo. Nel 1218, Onorio III ricostituì il Capitolo della Cattedrale nella chiesa di Santa Maria Assunta, ma dotandola di una competenza territoriale molto esigua, esposta alle rivendicazioni di Spoleto che veniva appoggiata delle capricciose famiglie romane, in particolar modo dai Crescenzi, che all'epoca si incistarono sulla piccola Narni come terrazza e appoggio per le loro incursioni o presunti rivendicazioni in Umbria, in maniera più accanita nella fertile conca. Il Duecento, epoca della definizione istituzionale del comune, periodo dominato dalle lotte per la determinazione del confini del territorio e dall'affermazione della città sul contado, era stato caratterizzato dall'iniziativa pubblica che si concretizzava nell'apertura dei grandi cantieri dei palazzi comunali e di quello del complesso dell'episcopio e della cattedrale, nella realizzazione delle nuove porte cittadine e nel contributo all'insediamento dell'ordine mendicante. Con la prima predica in volgare di Francesco d'Assisi nel 1218, per Terni, cominciò un periodo di intensa attività religiosa e sociale. In quegli anni, il territorio vide la nascita prima di alcuni eremi ed insediamenti provvisori francescani (l'Eremo Arnulphorum o di Cesi, lo speco di S. Urbano di Vasciano) ed agostiniani (S. Bartolomeo di Rusciano presso Rocca San Zenone, quest'ultimo era un castello o borgo fortificato nel contado di Terni, ancora esistente, posto a difesa della città), poi di chiese e veri propri conventi soprattutto in ambito urbano, come accadde anche nei limitrofi feudi (o autonomi piccoli borghi fortificati) di Stroncone, Piediluco, Sangemini e Acquasparta per i Minori, nella vicina città rivale di Narni per frati Minori, Agostiniani e Domenicani.

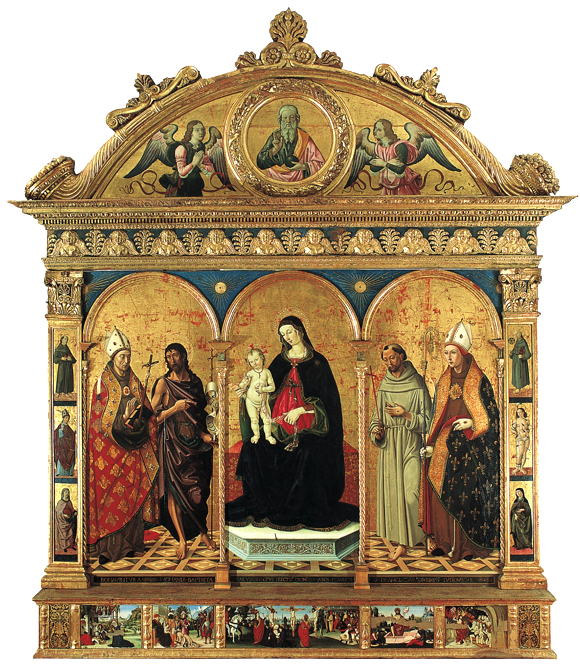
Pala dei Francescani (Piermatteo d'Amelia, Terni, Chiesa di San Francesco, 29 settembre 1483)

Nel giugno del 1241 la nobiltà di origine germanica di Terni, con tutta la cittadinanza, si sottomise spontaneamente a Federico II, che la individuò come base della sua presenza nell'Italia Centrale durante il conflitto che lo oppose, nel 1244, al papa Innocenzo IV. L'imperatore sostò nelle vicinanze di Terni fra l'estate del 1244 e il marzo del 1245; attese invano Innocenzo IV, nel frattempo scappato, prima a Genova, poi a Lione, ma condusse con il cardinale Ottone di Porto, attestato a Narni, rimasta fedele al Papa, le trattative sulla sistemazione delle reciproche sfere di influenza in Lombardia. Sempre a Terni ricevette, anche, Alberto, Patriarca della chiesa antiochena, che tentò una mediazione fra Federico e il cardinale diacono Ranieri, di S. Maria in Cosmedin, il quale conduceva, soprattutto nella Tuscia, un'incessante guerriglia contro le truppe arabe dell'Imperatore.
Ritornò a Terni nel 1247 e sembra che convocò proprio in questa città la dieta che avrebbe designato a succedergli suo figlio Enrico. Ma con la morte del sovrano Terni tornò ad una sorta di semi-soggezione papale, anche se continuò non senza ribellioni e guerre a battersi contro l'accentramento politico e giurisdizionale di Roma, divenne città pontificia molto tardivamente, nel 1564, più tardi di Perugia.
Nel 1294 il Comune si dotò di una nuova carica, i 'quattro di credenza' o difensori del Popolo e nel 1307 dei Priori. L'istituzione di queste due magistrature furono indotte dal crescente peso che gli appartenenti alle arti e mestieri, come, ad esempio, i lanaioli, i fabbri, i tintori, i commercianti, avevano acquisito all'interno di una comunità dominata dai proprietari terrieri e dai milites.

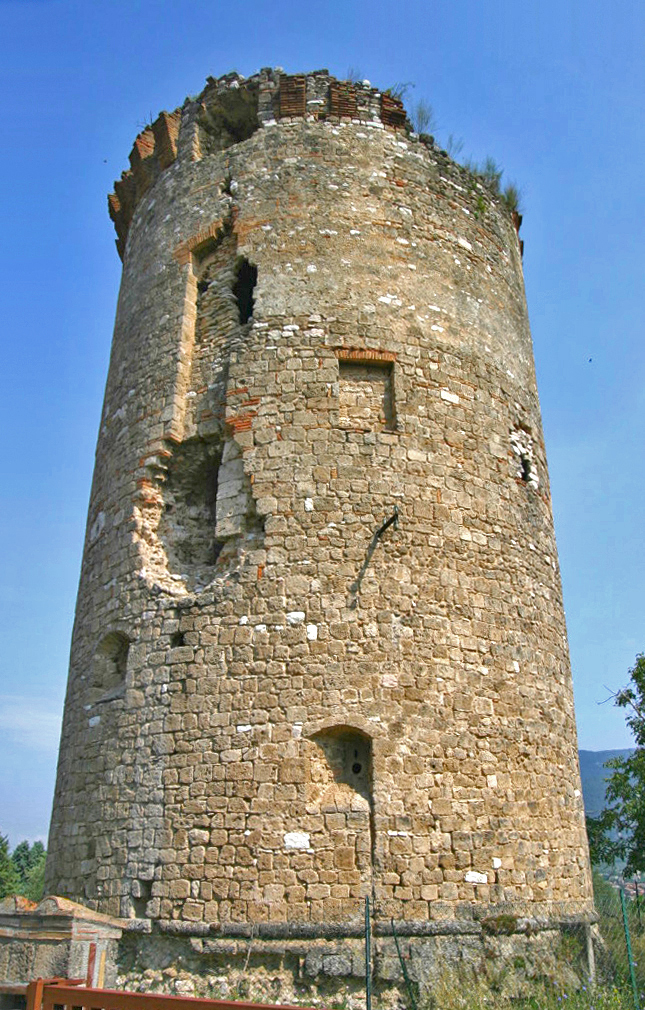
Rocca di Colleluna (XIV-XV secolo)

Durante la Cattività avignonese continuò la resistenza al potere papale e, schiacciata fra due Comuni alleati, come Spoleto e Narni, fu costretta ad allearsi con Todi, che nominò fra il 1338 e il 1354 sette Podestà su dieci. Nel 1340 la battaglia presso il colle detto di Colleluna, vide l'esercito di Terni scontrarsi con l'alleata Amelia contro quello papale per difendere la propria indipendenza economica. Nel 1354 la città si sottomise al legato papale, il cardinale Egidio Albornoz, dietro pagamento di cinquecento fiorini annui per dieci anni, una condizione molto mite rispetto a quelle riservate ad altri comuni del Patrimonio.
All'inizio del XV secolo cadde sotto la signoria di Andrea Tomacelli, uno dei fratelli di papa Bonifacio IX, che, come podestà di Terni, tentò vanamente di farne una rocca di resistenza contro le mire espansionistiche dei Visconti. Fra il 1408 e il 1415 ospitò le alleate truppe di Ladislao I di Napoli, che la spalleggiò per le sue operazioni contro la rivale Spoleto. Nel 1417 fu soggetta alla signoria di Braccio da Montone, ma nel 1421 i mercenari al soldo di papa Martino V la ricondussero sotto il potere papale. L'occupazione nel 1434 da parte delle truppe di Francesco Sforza fu soltanto uno sporadico episodio nel contesto della guerra per la supremazia fra Firenze e Milano.
Terni aveva allora tra i sei e i settemila abitanti ed era una città molto sviluppata e ricca, ricca perché grazie a un capitalismo che stava nascendo sulla spinta di fiorenti commerci e di una crescente attività manifatturiera aveva raggiunto fasti che non avevano nulla da invidiare ad altre città. Il tutto era favorito dalla presenza accanto al Nera e al Serra, di una serie di corsi d’acqua minori, le cosiddette forme, che attivavano: mulini (un numero elevato di circa cinquecento attivi), ramiere e cartiere (e che a maggior ragione giustificavano il nome di Interamna). Gran parte dell’attività del governo cittadino era riservata a questioni di natura idrologica (Marmore, fiumi e canali cittadini). Di pari passo la città si arricchiva di una borghesia mercantile sempre più benestante e assai industriosa che pareggiava in fasto e ricchezza dei nobili. Un aspetto molto importante relativo all'edilizia a Terni fra la fine del medioevo e la prima età moderna è l'attività di maestranze provenienti dalla Lombardia: la lunga serie di contratti stipulati con mastri de Como o de Mediolano, che oltre ai rari appalti pubblici, lavoravano su committenza privata, testimonia una prassi affermatasi nel corso del XV e ancora diffusa nel secolo XVI.
A capo della macchina comunale ternana stavano sei priori (in carica mensile), con ampi poteri politici e amministrativi. Gli organi legislativi e consultivi erano: il Consiglio di Credenza (o di Cerna), composto, oltre che dai Priori, dai Ventiquattro del popolo (tanti per borgo, o rione, che erano sei: Fabri, Castello, Rigoni, Aultrini, Disotto, Amingoni), che portando ognuno una bandiera furono detti Banderari (da qui l'origine del nome di questa classe sociale); e ventiquattro Boni viri (su base censuaria e imbussolati).
Fra il 1444 e il 1448, prima Eugenio IV, poi Niccolò V modificarono gli statuti comunali e tentarono di introdurre a Terni, come in altre parti del Patrimonio, il Governatorato, provando a dare così un'impronta accentratrice all'amministrazione pontificia. Tuttavia tale sudditanza non si venne a creare. Nel 1446 furono deliberate alcune precisazioni circa i poteri e i doveri dei priori cittadini, ed emanate delle direttive per la conservazione dei documenti, tra cui il "breve" di papa Benedetto III.

Gravi tumulti scoppiarono in Terni nel luglio 1477, a causa dell’insipienza del governatore pontificio di Terni e Rieti, il vescovo di Cervia Achille Mariscotti, residente in Rieti, e del suo debole vicario in Terni, il giovane e inesperto Francesco Colozzi. Costui insultato da alcuni giovani ternani, chiese aiuto al suo superiore, che si presentò in città armato di tutto punto e seguìto da una masnada di sgherri, coi quali diede il via a una serie di scontri per le vie della città, da cui sortirono otto morti e numerosi feriti, da ambo le parti; il governatore fu costretto a una poco onorevole fuga rischiando di venir linciato insieme al suo vicario dalla inasprita popolazione. Nello stesso tempo la Signoria di Todi ebbe degli scontri armati con Terni che, con una provvigione di 3000 fiorini al mese, assunse il capitano Corrado d’Alviano (zio del noto condottiero Bartolomeo d'Alviano). La lite terminò nel 1449, quando i Chiaravalle di Todi posero sotto la giurisdizione del Comune di Terni i loro castelli di Canale e Laguscello, obbligandosi a riconoscerne il dominio militare con l’offerta annua di un pallio del valore di otto ducati d’oro.

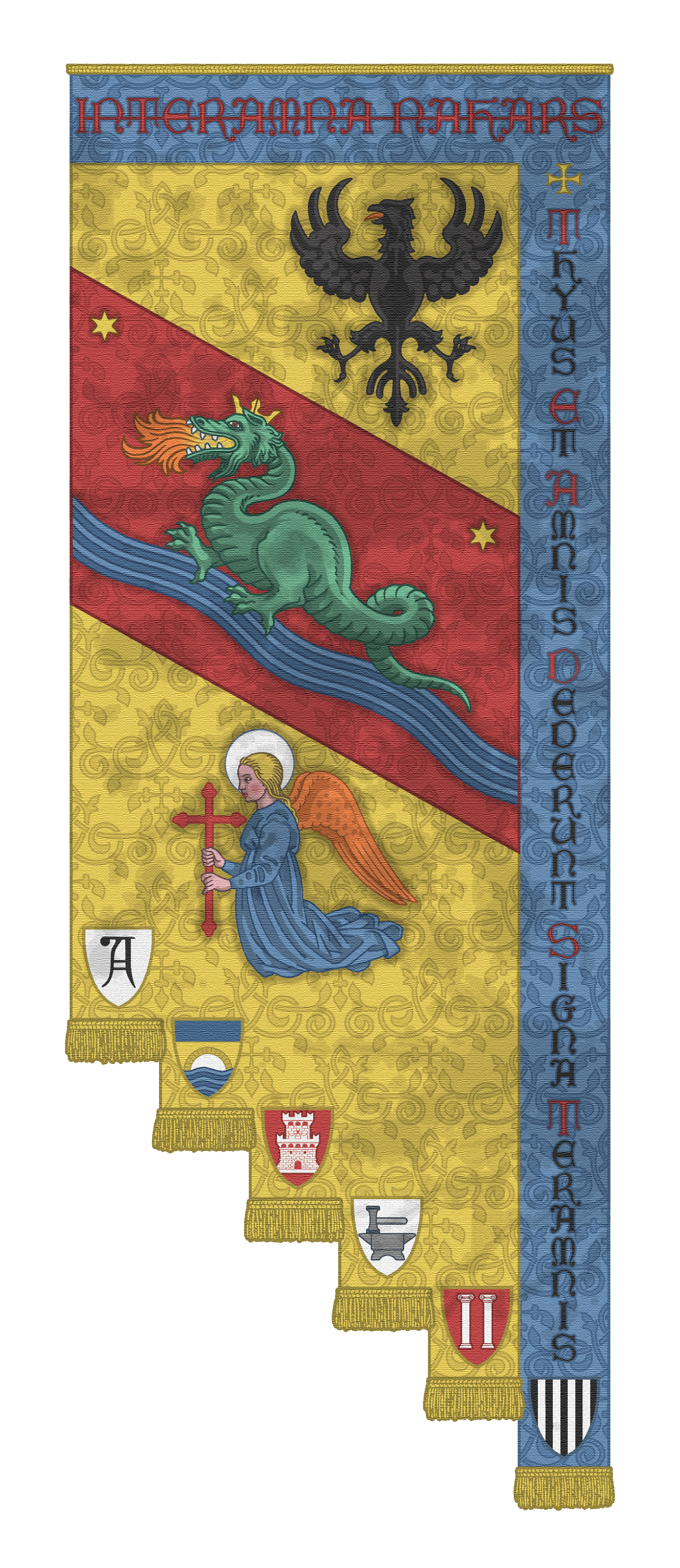
Riproduzione del gonfalone della Terni comunale di fine '300, inizi '400

### Andrea di Gioannuccio Castelli

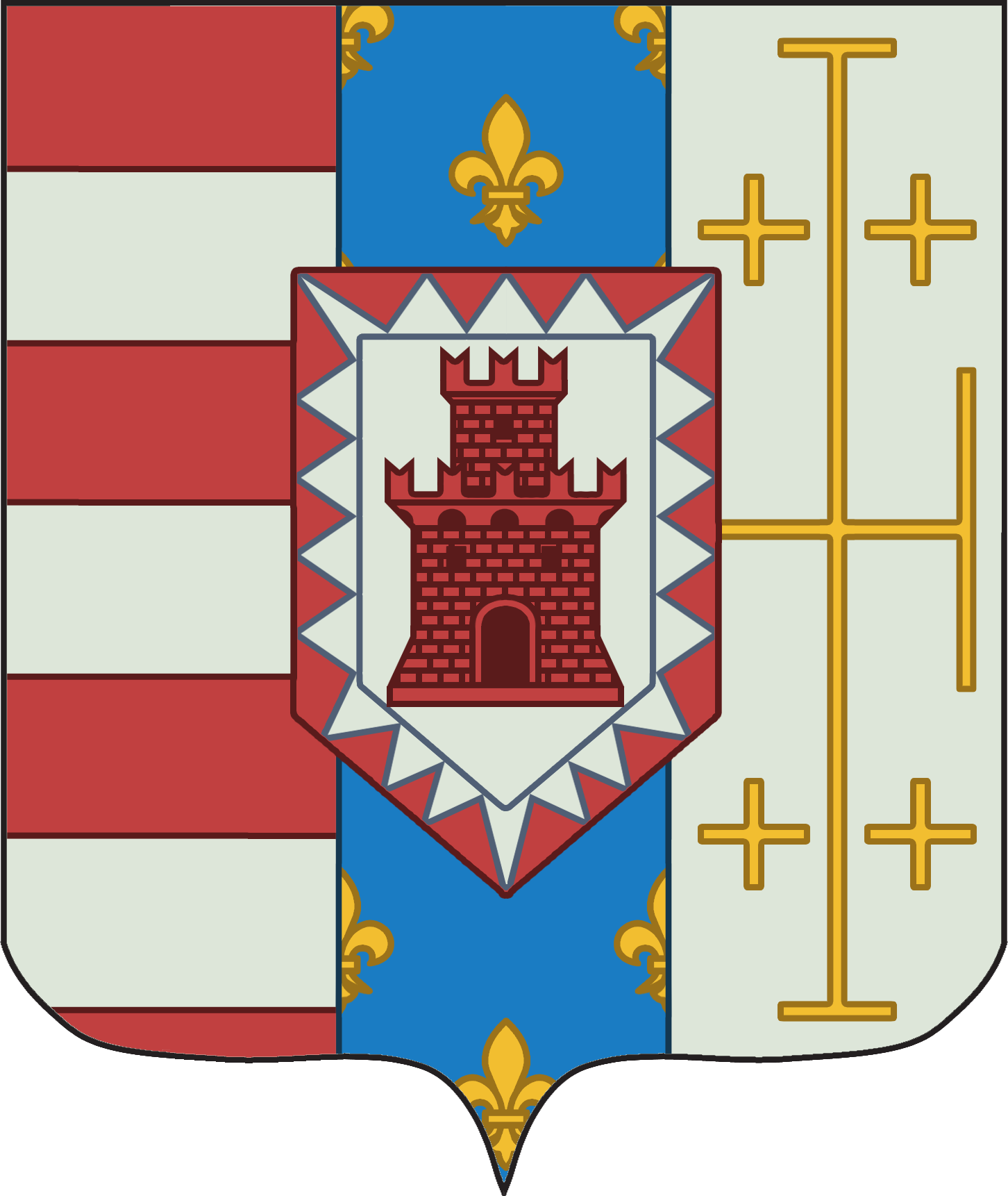
Stemma di Andrea di Gioannuccio Castelli

Tra la fine del '300 e gli inizi del '400, Andrea di Joannuccio (o Gioannuccio), condottiero e signore dei Ghibellini di Terni e membro di spicco dei Castelli, acquistò potere e prestigio in città. Egli fu una figura di alto rilievo in tutto il centro Italia, in seguito ai suoi incarichi podestarili ricoperti a Fermo e a Siena, dove fu onorato con titolo di : Magnificus Miles de Interamna. Da Papa Bonifacio IX fu nominato: "Magnifico et potenti viro Andrea Jannutij de Castellis", podestà di Perugia. Finito il suo incarico in questa città, dove tra l'altro gli venne offerta la proroga nella podesteria, ma che egli rifiutò, tornò a Terni, per badare al ricco patrimonio e ai numerosi possedimenti di famiglia. Andrea si mise anche al centro di diversi episodi di vita politica ternana, come la scelta del podestà, l’esilio dei guelfi e il recupero di alcune rocche abbandonate nel contado.
È in questo contesto che Braccio da Montone, al servizio dell'antipapa Alessandro V, il 14 settembre 1410 assediò la ghibellina Terni, che in un primo momento resistette “eroicamente” (secondo i cronisti), salvo arrendersi al successivo e insostenibile assedio del mese Giugno, grazie anche alla scarsità di sostegni esterni e soprattutto per le divergenze venutesi improvvisamente a creare fra le due alleate famiglie ghibelline che si dividevano il potere in città, cioè i Castelli, appunto, e i Camporeali.
Braccio, che all'epoca si era impossessato anche di Roma, pretese di entrare in possesso delle rocche suburbane ternane, e nel contesto di questo conflitto fece assassinare, dopo averli tratti in inganno, Andrea Castelli e i suoi figli, i quali dominavano militarmente e politicamente la città con il beneplacito e il sostegno di Ladislado re di Napoli suo avversario. Diversi anni dopo, nel 1424, Andreasso, nipote di Andrea, l'unico maschio sopravvissuto alla strage di famiglia, secondo una tradizione orale, avrebbe provocato la morte di Braccio già ferito dopo la guerra dell'Aquila, vendicando così i parenti.

## Il primo '500

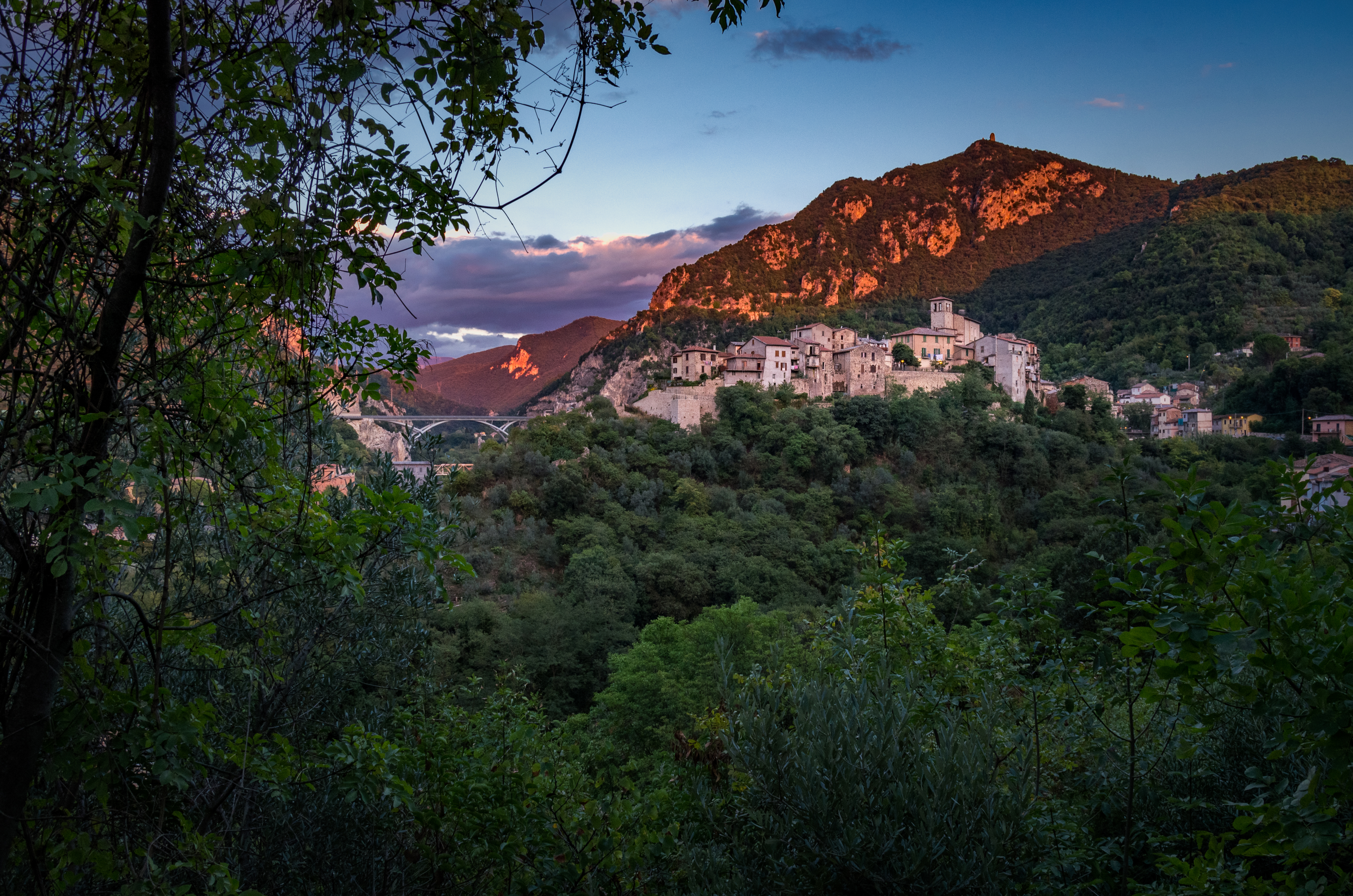
Castello di Papigno (sullo sfondo, il Monte della Sgurgola, dove è visibile la diroccata Fortezza di Monte San'Angelo)

Questo assedio operato dal mercenario Braccio da Montone, coaudiuvato e istigato da Spoleto e Narni, ai danni di Terni, non farà altro che inasprire i rapporti, aumentando l'atavico risentimento da parte dei ternani nei confronti delle due alleate città rivali. Un frutto di quest'azione bellica intrapresa dai due comuni guelfi nei confronti di Terni, sarà la famosa e terribile rappresaglia del Sacco di Narni, un secolo dopo, nel 17 luglio del 1527, in cui ternani e lanzichenecchi, guidati da Sciarra Colonna, uccideranno, razieranno e devasteranno la cittadina di Narnia, riducendola ad uno stato pietoso, da cui i narnesi non si ripresero nei secoli successivi.
Infatti in quel luglio del 1527 i Lanzichenecchi, di ritorno dal sacco di Roma, presero il campo a Terni, la quale si era schierata dalla parte degli imperiali e dei Colonna e che volle sfruttare la situazione per muovere operazioni di guerra contro Spoleto e contro Todi, dove tra l'altro si erano accampate le truppe della Lega di Cognac.
L'appoggio alla politica dei Colonna e la benevola accoglienza riservata all'esercito imperiale derivarono da una vecchia insofferenza della città alle mire dominatrici del Papato, che, non solo aveva fermato, spesso con durezza, l'espansionismo comunale, ma aveva anche alterato gli antichi ordinamenti municipali. Infatti, alle vibrate proteste e alle sommosse, nella seconda metà del Quattrocento, contro la figura del Governatore e contro i simboli del potere papale, l'autorità pontificia aveva risposto, nel 1501 con la dichiarazione di "città ribelle" e nel 1515 ritentò nella politica di un ridimensionamento dei poteri del Podestà a favore di quelli del Governatore.

## Prodi mercenari e avventurieri, la rivolta dei Banderari e il dominio papale

L'Italia nei secoli XV e XVI

Tuttavia, il fatto che portò alla definitiva scomparsa del Comune fu la rivolta dei Banderari, scoppiata il 25 agosto del 1564 per vecchie ruggini personali e per l'impossibilità dei Banderari di accedere al Priorato e al Consiglio di Cerna. L'uccisione di alcuni nobili da parte di componenti della fazione dei Banderari scatenò la repressione del papa Pio IV, che inviò, come Governatore e Commissario per Terni, il cardinale Monte dei Valenti, con ampi poteri inquisitori e persecutori. Oltre alle condanne a morte per decapitazione dei colpevoli, Monte dei Valenti riconobbe responsabilità precise anche al Comune, al quale furono addebitate tutte le spese della sua missione, della nuova destinazione d'uso delle aree di proprietà dei condannati e del riadattamento dei palazzi papali. Fu così che la municipalità, non potendo far fronte ai debiti contratti, decise di rinunciare alla sua secolare autonomia.
I due prodi fratelli condottieri ternani Alessandro e Lucantonio Tomassoni, furono celebri per grandi imprese militari al tempo. Nel Cinquecento, il letterato-avventuriero Orazio Nucula fu, a partire dal 1546, al servizio di Juan De Vega, viceré di Sicilia nell’impero di Carlo V, e lo assisté in importanti trattative, accompagnandolo nella guerra nel Mediterraneo contro il corsaro ottomano Dragut; poi scrisse i Commentari sulla guerra di Afrodisia in latino, dedicati a Papa Giulio III.

## Il XVII e il XVIII secolo

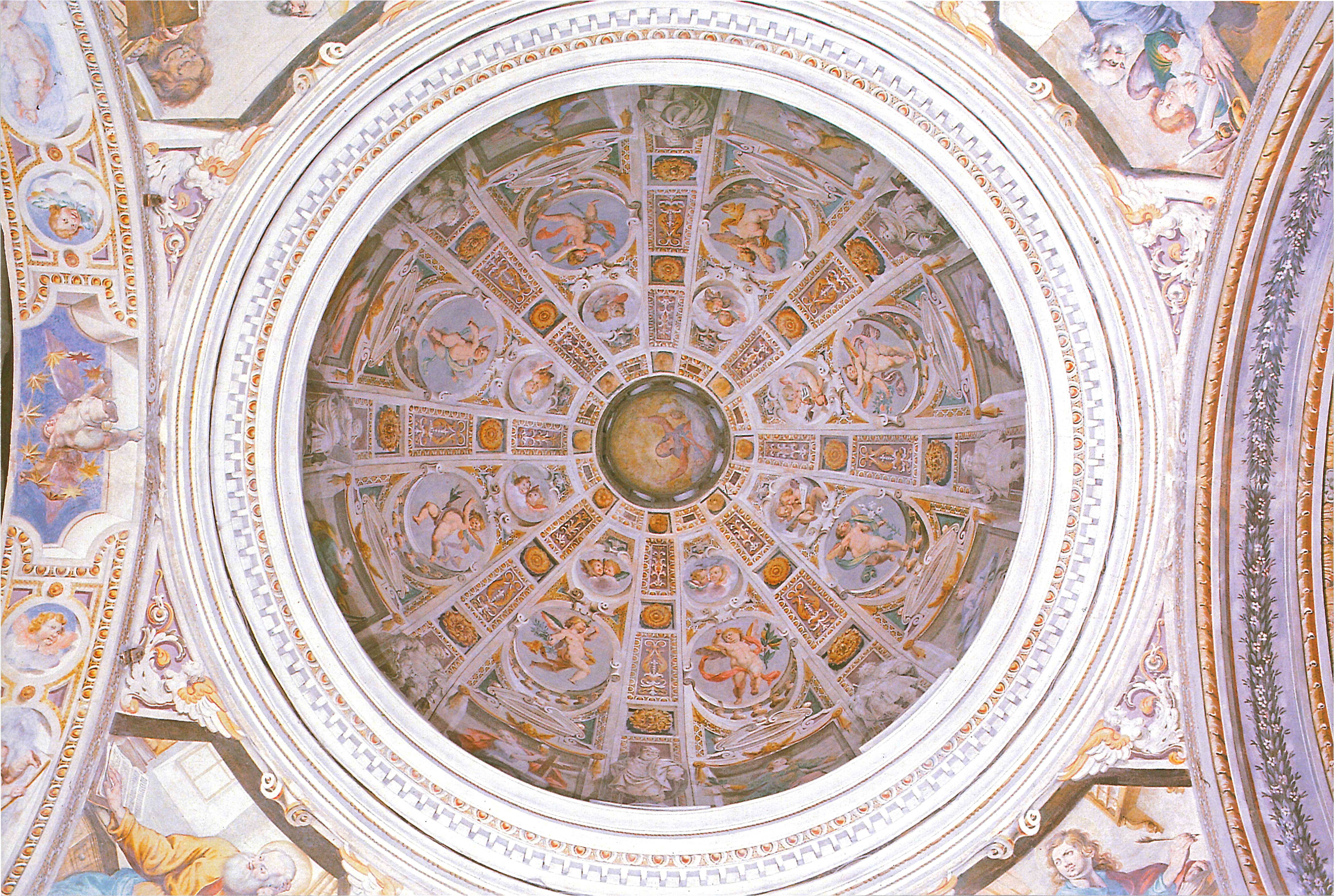
La Gloria della Vergine (Ludovico Carosi, 1636, Santa Maria del Carmine, Terni)

Dopo il Concilio di Trento iniziò un periodo di circa due secoli, in cui Terni, avendo perduto una sua precisa identità, trovò in Roma un punto di riferimento sicuro. Gli Aldobrandini e i Barberini furono per molti anni nel corso del XVII secolo patroni della città; Francesco Angeloni, ternano, fu segretario del cardinale Ippolito Aldobrandini; Francesco Angelo Rapaccioli, anch'egli originario di Terni, fu legatissimo al cardinale Maffeo Barberini, il futuro papa Urbano VIII; a Roma fu deciso perfino il nuovo patrono, san Valentino. Così, importanti personaggi dell'arte e della cultura approdarono, da Roma, a Terni: Antonio da Sangallo il Giovane per dirigere i lavori della cava paolina alla Cascata delle Marmore e proprio a Terni trovò la morte; Jacopo Barozzi da Vignola e Carlo Fontana per la riedificazione del Ponte Romano, Carlo Maderno per la cava clementina e Girolamo Troppa come decoratore di ville e palazzi cittadini.

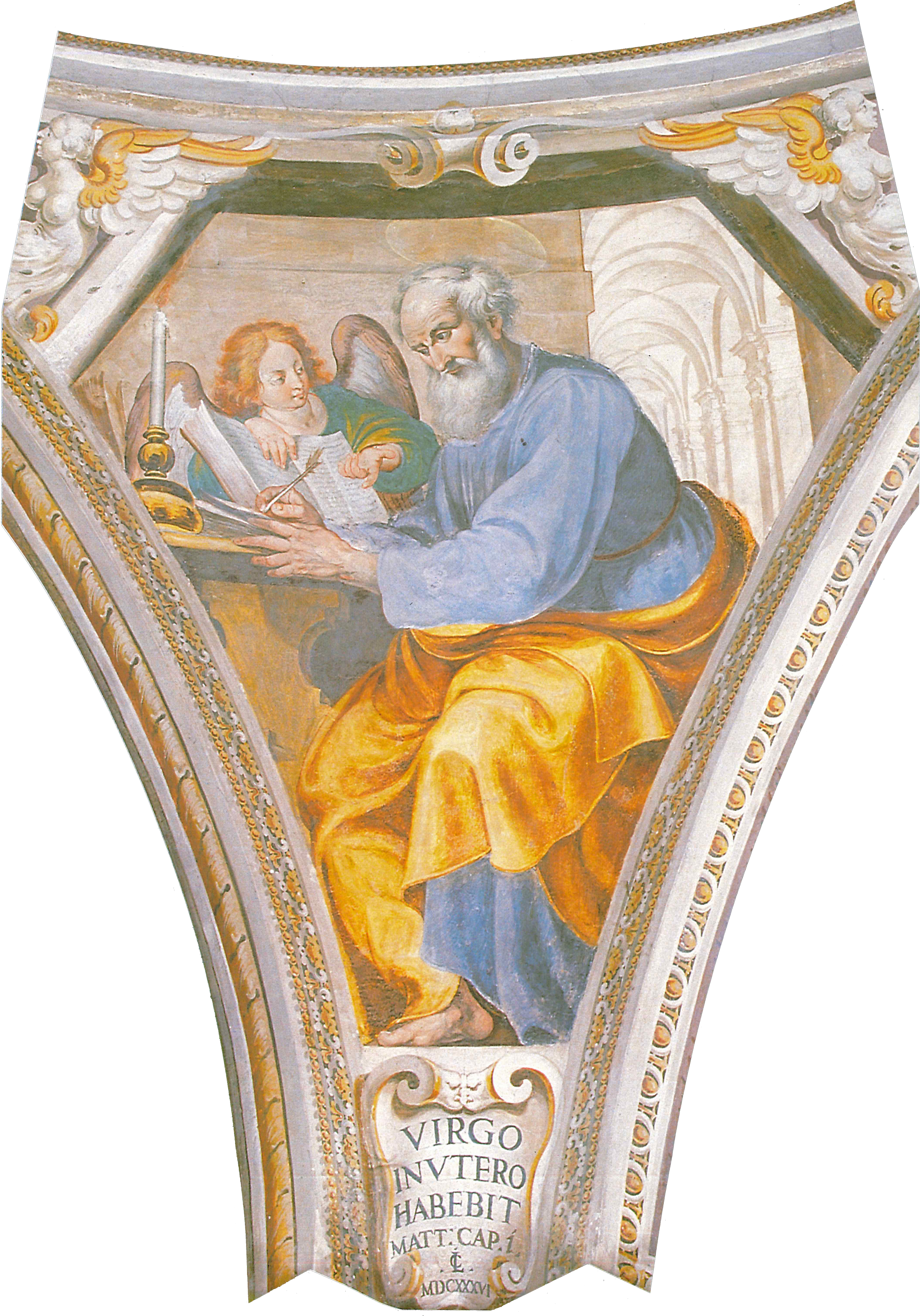
Dettaglio di un pennacchio della cupola con San Matteo (Ludovico Carosi, 1636, Santa Maria del Carmine, Terni)

Nel 1657, per sei mesi, fra maggio e dicembre, imperversò la peste, proveniente dal Regno di Napoli, dove l'estate precedente aveva mietuto molte vittime. Nonostante i provvedimenti di sanità pubblica e le suppliche ai Santi protettori della città, si contarono parecchi morti, tanto che il comune fu costretto ad approntare un'area cimiteriale apposita a sud-ovest delle mura cittadine.
L'altro flagello, che colpì questa piccola comunità, furono i numerosi passaggi di truppe straniere durante la Guerra di successione spagnola, la Guerra di successione polacca e, soprattutto, la Guerra di successione austriaca, che comportò la presenza continuativa di armati fra il 1742 e il 1748. Oltre agli episodi di diserzione, intolleranza e violenza contro la popolazione locale, si aggiunsero lo spoglio sistematico delle campagne, il dissanguamento delle casse comunali e le carestie.
Alla vigilia della temperie napoleonica Terni faceva parte della Delegazione di Spoleto, contava poco più di 8000 anime, di cui il 40% era distribuito nelle campagne ed il resto nel contesto cittadino. La diocesi aveva 17 parrocchie con 80 chiese e 10 case religiose. Il clero rappresentava una consistente porzione del tessuto sociale, aveva in mano le scuole, tutte improntate allo spirito della Controriforma, ed era titolare di gran parte degli enti di pubblica utilità. Le donazioni e le imposte erano quasi tutte distribuite alle fondazioni religiose, che le utilizzavano per mantenersi e per mantenere le opere pie. L'agricoltura, gestita con i contratti a mezzadria, si basava soprattutto sulle colture arboricole, in particolare l'olivo. Fra le industrie, che sfruttavano i numerosi corsi d'acqua della città, c'erano una segheria idraulica, aperta dal 1715, una ratiera inaugurata nel 1730 e la ferriera, la cui concessione alla Famiglia Gazzoli fu rilasciata nel 1794.

## Da Napoleone al Risorgimento

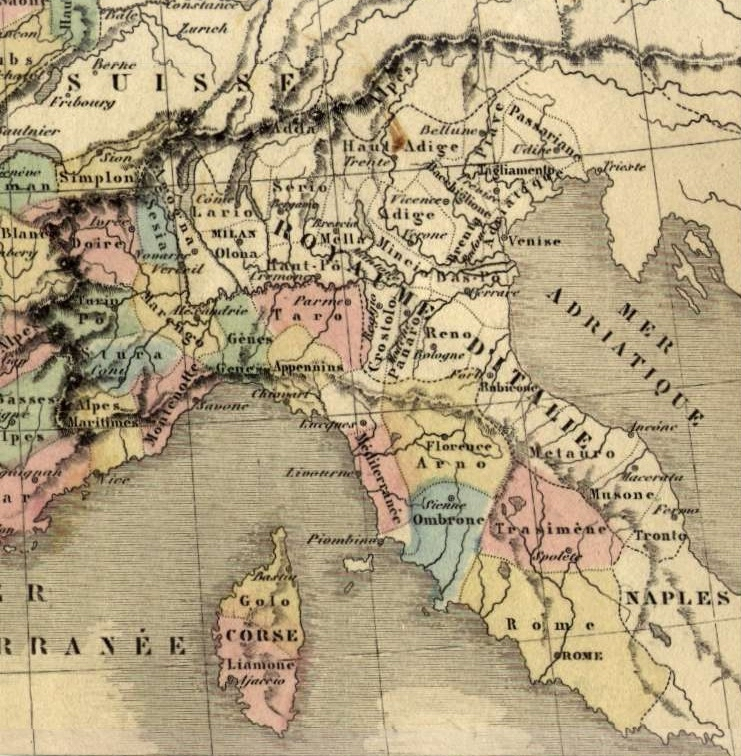
Dipartimenti francesi in Italia durante l'occupazione napoleonica

Il sonno di questa piccola comunità fu bruscamente interrotto il 16 febbraio 1798, quando il generale Louis Alexandre Berthier da Spoleto dettò le condizioni di resa alle avanguardie francesi. Nel marzo dello stesso anno Terni fu dichiarato Municipio cantonale urbano appartenente al Dipartimento del Clitunno, con capoluogo Spoleto, che risultò, prima della proclamazione della Repubblica Romana, il centro di una repubblica autonoma.
(Proclama al Popolo Ternano, dì 19 marzo 1798, anno 1º della Repubblica Romana una e indivisibile in Giorgio Brighi, Terni giacobina, in 'Memoria Storica', 16, 2000, p. 49)
Geograficamente si trovava a poca distanza dal confine fra il territorio della Repubblica Romana, termine con cui fu ridenominato il vecchio Stato Pontificio, in mano ai Francesi, e il Regno delle Due Sicilie, nelle mani dei Borbone di Napoli. L'occupazione francese non fu facile, né indolore: alla laicizzazione delle scuole e della vita pubblica, nonché ai buoni propositi di sviluppo scientifico e tecnico, si aggiunsero la leva obbligatoria, la tassazione annonaria, gli espropri forzosi, le violenze gratuite degli armati francesi, accampati nella parte ovest della città e le ruberie dei briganti, imboscati a sud e ad est. A tutto questo si aggiunse la presenza di circa seimila armati, provenienti dal Regno di Napoli, accampati fra Piediluco e le Marmore.
Una insorgenza popolare contro gli occupanti ed un vano tentativo di reprimerla precedettero soltanto di poche settimane l'arrivo, il 14 agosto del 1799, delle truppe austro-russe del generale Gerlanitz, che di fatto pose fine alla breve esperienza giacobina.
(Proclama del Generale Antonio Gerlanitz, in Vincenzo Pirro, Il Comune Repubblicano, in Storia illustrata delle città dell'Umbria, op. cit., p. 251)

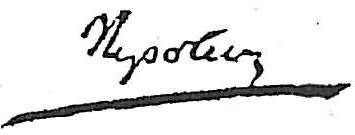
Firma autografa di Napoleone Bonaparte

Gli anni dell'Impero Napoleonico videro di nuovo Terni attraversata ed occupata dagli eserciti francesi destinati a Roma e a Napoli. Dapprima, nel contesto della guerra contro Ferdinando IV di Napoli, agli inizi del 1801, in ottemperanza alle condizioni della pace di Foligno, prese possesso della città e del suo circondario un corpo di spedizione francese, comandato da Gioacchino Murat. Poi, nel 1807 e nel 1808, durante la guerra che fece seguito alla Terza coalizione, passarono altri eserciti e furono imposti altri dazi, in beni e prodotti, finché nel luglio del 1809
Terni, come parte del Circondario di Spoleto, entrò nel Dipartimento del Trasimeno, non accorpato al Regno d'Italia, ma, insieme al Dipartimento del Tevere, dipendente direttamente dalla corona imperiale.
Ma nel maggio del 1814 Pio VII, di ritorno dalla Francia, dove era stato condotto da Napoleone, e diretto a Roma, passò per Terni: fu questo l'atto formale del ritorno della città sotto il potere del Papa.
Nonostante gli entusiasmi per l'avvenimento ed una sostanziale fedeltà alla Chiesa, rimaneva forte il bisogno di ridimensionare la pervasività del clero nelle vicende civili, sebbene questo atteggiamento fosse ancora molto dimesso. Nel febbraio del 1831 Terni accolse con favore, ma non in tutte le sue componenti sociali, le avanguardie dell'esercito del generale Sercognani, che scendeva dalle Legazioni e dalla Marca, deciso a dirigersi su Roma; in quella occasione entrò a far parte del territorio delle Province Unite, con capitale Bologna, formalmente distinto dal resto dello Stato Pontificio. Per circa un mese le truppe raccogliticce dei rivoltosi usarono Terni come retrovia per le iniziative di guerra contro Rieti e Civita Castellana; tuttavia, la resistenza papalina, il mancato aiuto della Francia e la reazione dell'Austria, che nel frattempo aveva ripreso le Legazioni, indussero Sercognani ad abbandonare l'impresa.
Il nuovo ritorno di Terni al Papa fu immediato. Alla clericizzazione delle istituzioni e all'eccessivo centralismo papale si accompagnarono anni di discreto benessere: la città, in cui sorsero nuove iniziative industriali, come un cotonificio nel 1846, un lanificio, e in cui fu realizzato l'ammodernamento della ferriera, non spopolò le campagne, che continuarono ad essere produttive grazie alle colture miste e alla mezzadria. Nel 1846 arrivò la ferrovia che collegava Terni a Roma.

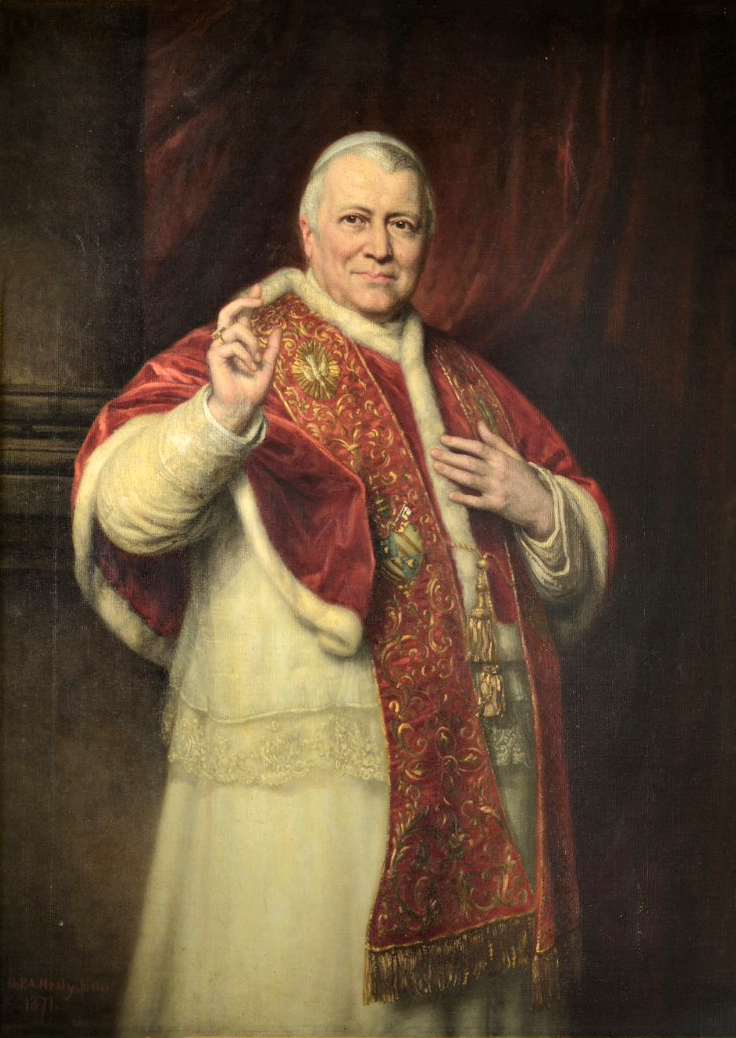
Papa Pio IX.

Durante il pontificato di Pio IX la ventata di neoguelfismo e di patriottismo italico che contagiò tutto lo Stato Pontificio si fece sentire anche a Terni, dove fu ospitato con i massimi onori Ciceruacchio, noto agitatore di popolo,in quel periodo a favore della politica di Pio IX.
Nell'Aprile del 1848 qualche decina di volontari ternani partecipò alla prima guerra di indipendenza, sotto il comando del generale Ferrari, distinguendosi nel teatro di guerra veneto; ma la sconfitta delle forze pontificie ed il ritiro delle truppe, decretato da Pio IX, determinò anche a Terni un mutamento dei sentimenti patriottici, che si indirizzarono non più verso il neoguelfismo ma verso il repubblicanesimo democratico di Giuseppe Mazzini.
L'esperienza della Repubblica Romana del 1849 segnò l'inizio di questa svolta politica: l'adesione popolare fu piuttosto consistente, tanto che Terni divenne sede del Corpo di Osservazione degli Appennini. Nel luglio di quell'anno, però, anche questa breve fase di liberazione dal giogo della monarchia papale si esaurì. Alcuni ternani seguirono Giuseppe Garibaldi che scappava verso la Romagna; uno di essi, Giovanni Froscianti, diventerà uno dei suoi più fidati collaboratori.

## Annessione al Regno d'Italia
Il ritorno di Pio IX provocò sia la fuga di chi aveva sostenuto a spada tratta l'esperienza della Repubblica Romana, sia il distacco fra chi conduceva la cosa pubblica, allineato su posizioni quantomeno apolitiche e chi aveva partecipato convintamente ai moti del 1848. Tuttavia, Terni, capeggiata da esponenti rivoluzionari mazziniani, accettò malvolentieri le direttive del Comitato di Perugia, che, schierato a favore della politica del Cavour, svolgeva un ruolo di assoluta preminenza sul resto delle altre comunità umbre. I sentimenti popolari di chiara insofferenza del potere papale sfociarono in dimostrazioni contro la tassa sul macinato, nel 1850 e contro la tassazione delle attività artistiche ed artigiane nel 1852. Fra il luglio e l'agosto del 1860, mentre Garibaldi tentava di penetrare nel territorio pontificio, che un contingente di zuavi comandato dal colonnello De Pimodan si acquartierò nella città. Richiamati dal sopraggiungere delle truppe piemontesi nella Marca, i francesi abbandonarono la città diretti a sostenere lo scontro di Castelfidardo. Il 20 settembre di quell'anno i bersaglieri piemontesi del generale Filippo Brignone entrarono a Terni, attraverso la Porta Spoletina e vi rimasero, fino all'anno dopo, poiché Terni diventò sede del comando della XV divisione. Il Plebiscito che seguì e formalizzò l'annessione al Regno d'Italia vide, su 3672 votanti, 1 solo voto contrario a fronte di 3461 voti favorevoli. Il primo sindaco post-unitario fu eletto il 1º dicembre del 1860.

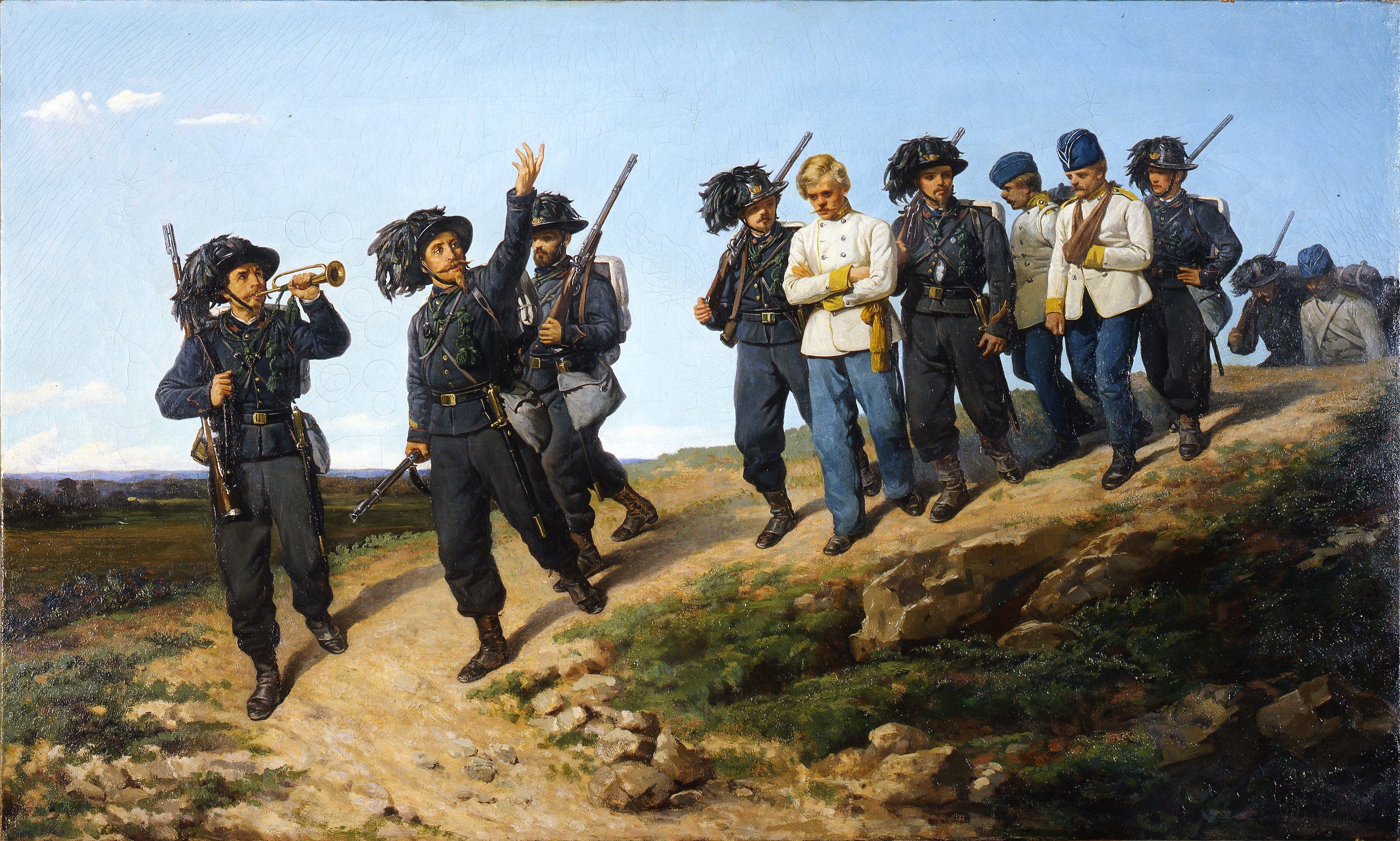
Bersaglieri in ricognizione

La sua posizione di città di confine fra il Regno e lo Stato Pontificio la fece diventare ben presto la base di appoggio per le iniziative politiche e militari tese alla liberazione di Roma. Nel giugno del 1867 un centinaio di patrioti ternani tentò di portarsi su Roma, ma furono fermati dalle truppe italiane. Poco dopo, Menotti Garibaldi partì da Terni e si attestò a Nerola per attendere rinforzi che giunsero dalla città umbra il 13 ottobre, quando attaccò Montelibretti. A Terni fu organizzato il Comitato di Soccorso per l'Affrancamento di Roma, che si affiancò al Comitato Nazionale, il quale, sotto la direzione di Francesco Crispi e Giuseppe Guerzoni, si era da poco insediato in città. Tuttavia, furono i Enrico e Giovanni Cairoli a rompere gli indugi: partendo da Terni con appena 75 volontari, passarono il confine, ma furono fermati dai papalini a Villa Glori, dove Enrico trovò la morte. Garibaldi, fuggito da Caprera anche grazie all'aiuto di Froscianti, giunse il 22 ottobre a Terni, già piena di volontari da tutta Italia; partì subito dopo e raggiunse il figlio e gli altri volontari a Passo Corese, ma l'impresa fu vanificata dai fucili francesi del generale De Failly, il 3 novembre, a Mentana. Quello che non poterono i volontari garibaldini e mazziniani lo fecero la diplomazia e le truppe del generale Raffaele Cadorna, che il 6 settembre 1870 organizzò a Terni il suo quartier generale, mentre i soldati del IV Corpo d'armata piemontese prendevano posizione ai confini; in città si allestì un ospedale militare e il necessario per il vettovagliamento giornaliero delle truppe tramite ferrovia. L'11 settembre 1870 Cadorna lanciò il Proclama con cui iniziava la campagna di guerra; il 20 settembre, esattamente dieci anni dopo l'entrata a Terni, i bersaglieri sabaudi varcavano Porta Pia.

## L'Industrializzazione

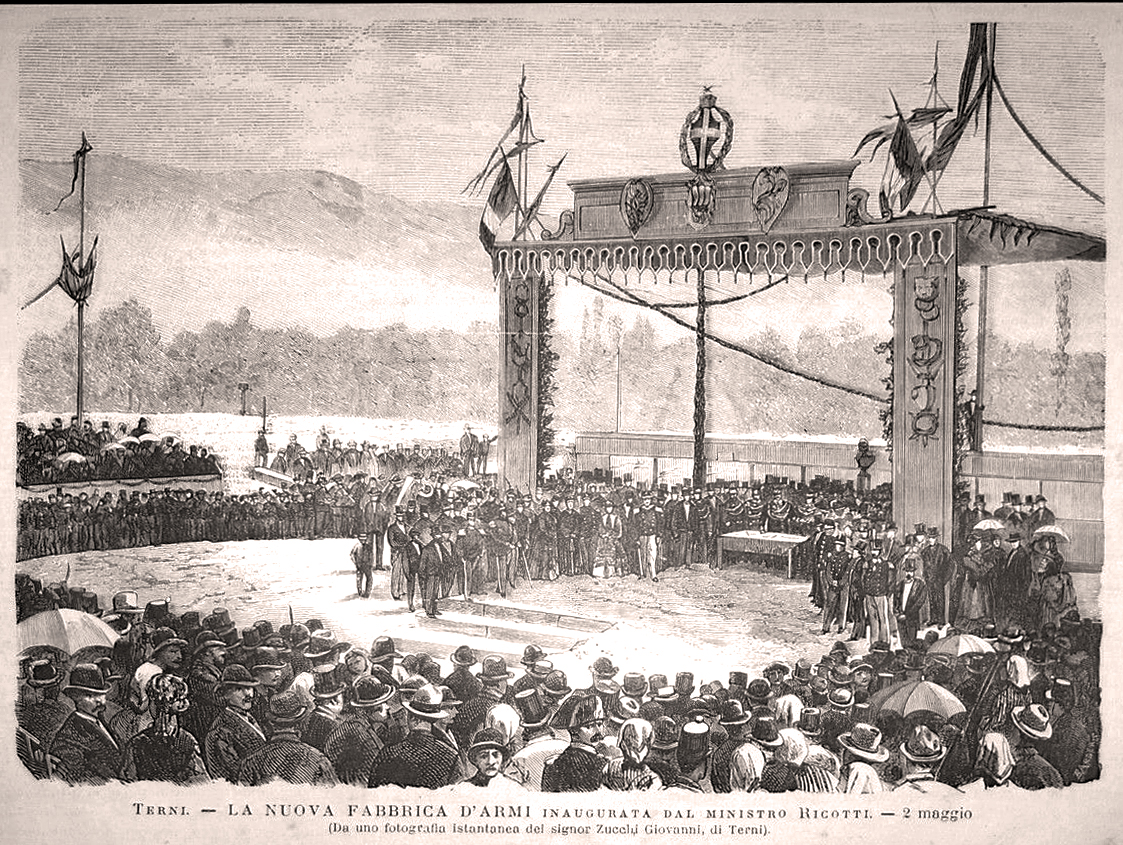
La nuova Fabbrica d'Armi inaugurata dal Ministro Ricotti il 2 maggio (xilografia, 1875)

Reparto di lavoratrici ternane dello Jutificio Centurini

Dopo l'annessione al Regno d'Italia, l'industria, come motore dell'economia cittadina, fu al centro delle volontà del Commissario per l'Umbria, Gioacchino Napoleone Pepoli e alle scelte degli amministratori locali, che, pur in presenza di gravi difficoltà finanziarie, vollero favorire gli insediamenti manifatturieri, offrendo lo sfruttamento potenziale di duecentomila cavalli vapore, ottenibili dall'ampia disponibilità di risorse idriche. Nel 1875, dopo le sconfitte patite nella III Guerra d'Indipendenza, lo Stato Maggiore premeva per avere un'industria militare nazionale. Il portavoce di questa esigenza fu il capitano Luigi Campofregoso, che ebbe dalla sua parte, sia la fattiva opera del deputato ed ex garibaldino Vincenzo Stefano Breda, il quale era convinto che Terni fosse il luogo strategicamente ideale per l'impiantistica militare, sia la campagna di stampa della Gazzetta d'Italia, che sosteneva le tesi del Breda. L'edificazione della Fabbrica d'Armi fu iniziata nel 1875 e lo stabilimento entrò in funzione nel 1881.
Nel 1879 Cassian Bon, un imprenditore belga, acquistò la fonderia Giovanni Lucovich e C., che era stata impiantata qualche anno prima da alcuni industriali milanesi e tedeschi. Nel 1881 lo stesso Cassian Bon fondò la 'Società degli Altiforni e Fonderia di Terni' e nel 1886, insieme a Vincenzo Stefano Breda, all'epoca Presidente della 'Società Veneta per le Imprese e le Costruzioni Pubbliché, un'azienda che utilizzava capitali dello Stato per le opere di edificazione e di impiantistica, cominciò a realizzare il grande progetto di uno stabilimento per la produzione dell'acciaio. Lo scopo dell'impresa, formalizzato da un'apposita Commissione nominata dal Ministro della Marina Benedetto Brin, era quello di produrre corazze e cannoni per le navi da guerra.
Nel 1884 fu ammodernata ed ampliata la ferriera; nel 1885 il genovese Alessandro Centurini iniziò la costruzione di un lanificio e jutificio; nel 1890 il torinese Antonio Bosco costruì uno stabilimento per la produzione di attrezzi agricoli; nel 1896 si costituì la 'Società Italiana del Carburo di Calcio, Acetilene ed altri Gas', che gestiva non solo stabilimenti per la produzione del carburo di calcio ma anche centrali idroelettriche; nel 1883 fu inaugurata la ferrovia Terni-Sulmona. Terni fu la quarta città italiana, in ordine di tempo, ad avere l'illuminazione pubblica ad elettricità.

Via Cornelio Tacito in una cartolina di inizio XX secolo

All'inizio del XX secolo Terni diventa una delle prime città industriali italiane. Nel giro di qualche decennio l'industrializzazione quadruplicò la forza lavoro, soprattutto grazie all'arrivo di immigrati, quasi sempre di estrazione contadina, dal resto dell'Umbria, ma anche dal Lazio, dalle Marche, dalla Toscana, della Romagna e dal resto del nord Italia. L'industrializzazione creò, tuttavia, anche dei problemi logistici, per la scarsa disponibilità di case e l'inadeguatezza dei servizi pubblici, a cui si aggiunsero i pregiudizi della gente locale contro gli immigrati e la riottosità dei titolari dei fondi a concedere le aree necessarie e i diritti di sfruttamento delle acque per l'impiantistica e gli edifici. D'altra parte, le iniziative industriali vennero tutte da fuori, senza il coinvolgimento della borghesia locale.
Con il processo di industrializzazione iniziato nella seconda metà dell'Ottocento si rese necessario anche istruire i giovani nelle attività tecniche e professionali. A tal fine, facendo seguito ad un apposito decreto del Commissario Straordinario per le Province dell'Umbria, nel 1861, fu istituito il Regio Istituto Tecnico (in seguito Istituto Industriale e Liceo Scientifico), uno dei primi quattro in Italia, che verso la fine dell'Ottocento, sotto la guida del prof. Luigi Corradi, divenne rinomato attraendo giovani da ogni parte d'Italia.

## Fra i due Conflitti Mondiali

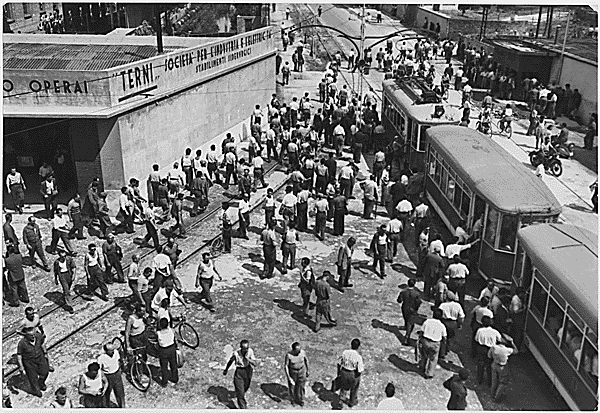
Lavoratori presso le acciaierie di Terni nel secondo dopoguerra.

Il nuovo secolo iniziò con un progressivo consolidamento della 'Società degli Alti Forni e Fonderie di Terni' nel campo dell'industria bellica: incentivò la ricerca tecnica di nuove forme di fusione e laminazione dell'acciaio, dismise i vecchi convertitori ed acquisì i più moderni Martin-Siemens, di cui brevettò una variante denominata 'Martin-Terni', che si diffuse in tutta la siderurgia mondiale dell'epoca. Negli stabilimenti di Terni furono costruite con metodo Schneider le corazze delle navi Ruggero di Lauria, con acciaio al nichel le corazze delle navi Francesco Ferruccio, Benedetto Brin, Regina Margherita e con un metodo ideato dai suoi ingegneri siderurgici, peraltro simile al sistema Krupp, le corazze delle navi Regina Elena, Andrea Doria, Roma, Conte di Cavour, Giulio Cesare e Vittorio Emanuele. Nel 1905 fondò, a La Spezia, con l'inglese Vickers, uno stabilimento per la produzione di cannoni navali. Cominciò la produzione, oltre che delle corazze per le navi da battaglia, durante la prima guerra mondiale anche di componenti dei cannoni e dei proiettili, almeno fino all'apertura degli stabilimenti Ansaldo di Genova. Nel 1922, dopo aver acquisito la 'Società Italiana per il Carburo di Calcio, Acetilene e altri Gas', che controllava anche la STET, società che eserciva il servizio tranviario urbano e quello della tranvia Terni-Ferentillo, si espanse nel settore energetico, con l'acquisizione di tutte le centrali idroelettriche esistenti e in quello chimico, trasformando la sua denominazione in 'Terni Società per l'Industria e l'elettricità' . La 'Fabbrica d'Armi' produceva armi di vario tipo, fra le quali il fucile Carcano Mod. 91, che equipaggiò l'esercito italiano per molti anni: durante il primo conflitto mondiale sfornava oltre 2000 fucili al giorno, tra l'altro uno di questi esemplari, prodotto a Terni nel 1940 finì nelle mani di Lee Harvey Oswald e fu usato dallo stesso nell'omicidio di John Fitzgerald Kennedy il 22 novembre 1963. La 'Bosco' si affermò nelle costruzioni per i rimessaggi aeronautici e nel 1924 iniziò la produzione di manufatti metallici, come idroestrattori, autoclavi e bollitori. Nel 1927 il 'Lanificio e Jutificio Centurini' era, per dipendenti e produzione, il secondo opificio italiano del settore; negli anni venti il 'Tipografico Alterocca' immetteva sul mercato il 30% delle cartoline illustrate che si stampavano in Italia.
La presenza degli operai nel tessuto sociale cittadino fu enorme, se si considera che questa categoria costituiva, all'inizio del secolo, il 70% della popolazione residente. Tra il 1877 ed il 1900, nacquero a Terni le prime Società di Mutuo Soccorso, che portavano assistenza economica e medica alle famiglie operaie, mentre nel 1901 dopo le leggi Pelloux, fu ricostituita la Camera del Lavoro di Terni, la prima in Umbria, già fondata nel 1890, mentre il 26 dicembre 1904 nacque a Terni la prima Federazione Giovanile Repubblicana della storia d'Italia, che era associata insieme al Partito Repubblicano Italiano, che creò la sede regionale dell'Umbria a Terni nello stesso anno . L'emanazione di un duro regolamento di fabbrica da parte della Direzionale Aziendale delle acciaierie il giorno della vigilia di Pasqua del 1907 provocò la reazione degli operai, sotto la guida della Camera del Lavoro e non delle organizzazioni sindacali. La conseguente serrata dei cancelli da parte dell'azienda ridusse alla fame per tre mesi quattromila famiglie, salvate dall'emigrazione e dalla solidarietà dei lavoratori di altre industrie locali e di alcune città, fra cui, soprattutto, Genova. Nel 1927 la Camera del Lavoro contava quasi tremila iscritti e cinque società di mutuo soccorso, gestiva l'assistenza medica e l'istruzione per i lavoratori. Notevole fu anche il movimento operaio femminile, più volte promotore di scioperi contro i bassi salari e le condizioni di lavoro in fabbrica; Carlotta Orientale, operaia dello 'Jutificio Centurini', fu segretaria nazionale dell'Unione Sindacale Italiana, durante la prima guerra mondiale. Nelle elezioni politiche del 1919 i socialisti riscossero una maggioranza del 71%. Nonostante nel 1921 vi operassero circa cinquecento squadristi fascisti, Terni rimase l'unico comune umbro ad amministrazione socialista fino al 17 ottobre 1922.
Sotto la spinta politica del Partito Nazionale Fascista (PNF) la 'Terni', come era più brevemente chiamata l'Acciaieria, finanziò la costruzione di alloggi per gli operai, fino ad interi quartieri, perfino di due chiese; oltre al dopolavoro istituì gli spacci aziendali, promosse i circoli associativi, dotò la città di strutture sportive e ricreative. La concessione dello sfruttamento dell'intero sistema idrico Nera-Velino e le notevoli commesse militari spinsero la 'Terni' ad essere uno dei maggiori gruppi industriali italiani: entrata nell'IRI nel 1933, oltre a sfornare acciaio, produceva in un anno circa un miliardo di kilowattora di energia elettrica dalle centrali del sistema dei fiumi Salto e Turano nel Lazio, e del Vomano in Abruzzo; produceva in esclusiva, negli stabilimenti chimici di Nera Montoro, l'ammoniaca secondo il processo Casale, dopo aver fondato nel 1925 la SIRI, 'Società Italiana per le Ricerche Industriali', specializzata nella elaborazione di brevetti per l'industria chimica, soprattutto nella produzione dell'ammoniaca, del metanolo, e nella chimica degli idrocarburi carburo di calcio e composti azotati nel nuovo stabilimento di Papigno.
Nel 1927 la "Società Umbra Prodotti chimici", modificatasi poi in "Viscosa Umbra", iniziò la produzione di solfuro di carbonio. Nel 1939 fu costruito lo stabilimento della 'Società Anonima Industria Gomma Sintetica' (SAIGS) per iniziativa dell'IRI e della Pirelli, per la sintesi del butadiene dal carburo di calcio.

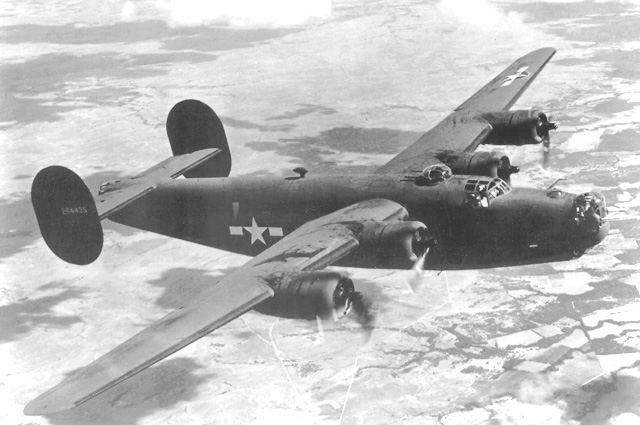
Bombardiere Consolidated B-24 Liberator

Alla prosperità dell'industria si accompagnarono, però, le difficoltà amministrative, poiché il PNF oscillò sempre fra chi sosteneva a spada tratta l'industria e chi si appoggiava, invece, al non mai sopito spirito anti-industriale. L'immobilismo dell'amministrazione fu in parte superato dopo il 1930, quando l'adozione di un piano regolatore generale permise di attuare i primi sostanziali interventi alle infrastrutture, anche se proprio ad iniziare da quel periodo la grande industria cominciò ad essere la vera promotrice della vita cittadina. La parte del PNF favorevole all'industria, capeggiata in prima persona da Mussolini, decise nel 1926 di istituire la Provincia di Terni e il territorio comunale fu ampliato fino a comprendere ben sette comuni precedenti.
Nel 1924 la propaganda clandestina del Partito Comunista Italiano cominciò a fare proseliti all'interno delle Acciaierie; nel 1931 risultarono iscritti circa duecento operai. Addirittura nel 1936 si stamparono volantini di sostegno alla Spagna Repubblicana. La clandestinità non valse ad evitare l'accusa di ricostituzione del Partito Comunista e di condanne al confino, inflitte a diverse decine di persone. Nel 1943, con l'apporto di molti operai, fu costituita la brigata partigiana 'Antonio Gramsci', che durante la Resistenza operò sull'Appennino umbro-marchigiano.

### Il bombardamento del 1943
Nodo industriale di primaria importanza, Terni fu oggetto di ben 108 bombardamenti da parte degli Alleati durante la loro campagna di guerra in Italia: l'11 agosto del 1943 un bombardamento aereo, senza che l'UNPA facesse in tempo a lanciare l'allarme, provocò 350 vittime, quasi tutte civili; al termine della guerra si conteranno poco meno di duemila morti e soltanto il 17% degli edifici rimasti illesi. Grazie all'azione dei lavoratori, i Tedeschi in ritirata non riuscirono nell'intento di sabotare o smantellare gli impianti industriali, ad eccezione della produzione di energia elettrica e dello stabilimento della SAIGS. Gli inglesi del generale Alexander entrarono in città il 13 giugno del 1944. Per i motivi di cui sopra, Terni è stata insignita della Croce di guerra al valor militare.

## La Ricostruzione

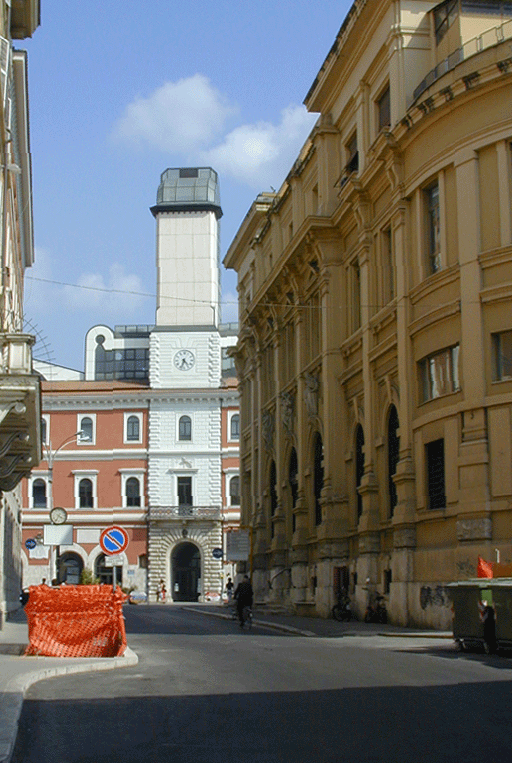
Via Plebiscito verso Piazza della Repubblica

Le dismissioni belliche risultarono deleterie per l'acciaio ternano: fra il 1947 e il 1948 furono licenziati oltre duemila lavoratori e dopo l'elaborazione del piano Sinigaglia, che spostava le produzioni strategiche sul mare, furono licenziati nel 1952 settecento e l'anno dopo altri duemila operai ed impiegati. Tuttavia, la capacità produttiva e le competenze delle maestranze sopravvissute alla guerra permisero di recuperare tutto il sistema idroelettrico e di ampliarlo con la costruzione di nuove centrali sul Nera e sul Tevere; fu costruita una linea diretta con Genova per l'alimentazione del nuovo stabilimento siderurgico dell'Ilva di Cornigliano.
Ma nel 1962, con l'istituzione dell'Enel, tutte le fonti energetiche della società ternana furono nazionalizzate. Seguì, a breve, lo scorporo delle altre attività: l'elettrochimico di Nera Montoro fu ceduto all'Anic, nel 1967 lo stabilimento di Papigno passò all'Eni; le attività siderurgiche furono incorporate nella Finsider. La stessa produzione dei manufatti in acciaio rimase di secondo piano, poiché la maggior parte delle iniziative industriali emergenti, come l'elettronucleare, furono boicottate dall'IRI, che dirottò le produzioni su altri impianti, nonostante Terni eccellesse anche nella ricerca siderurgica: basti pensare alla scoperta dell''effetto Terni', cioè al paradosso dell'aumento di temperatura di grossi pezzi fusi, quando sono sottoposti al raffreddamento in acqua. L'iniziativa industriale più importante di questo periodo fu la costruzione della 'Terninoss', uno stabilimento per la produzione di laminati piatti inossidabili, grazie ad una joint-venture fra la Finsider e la United States Steel; la domanda di acciaio inossidabile favorì lo sviluppo della fabbrica, che arrivò a produrre circa centocinquantamila tonnellate annue di laminati.
Gli anni ottanta sono stati particolarmente difficili per l'industria ternana, con una notevole contrazione degli occupati ed un forte ridimensionamento delle produzioni; una via d'uscita fu individuata nel 1988, quando i vertici aziendali e l'IRI decisero di orientare le produzioni sugli acciai speciali. Nel 1994 l'azienda è stata privatizzata, con l'acquisto qualche anno dopo, dell'intera proprietà da parte della multinazionale tedesca ThyssenKrupp.
Degli altri insediamenti produttivi, negli anni cinquanta fu chiuso lo stabilimento della Viscosa, nel 1970 cessò l'attività il 'Lanificio e Jutificio Centurini' e nel giugno del 1985 chiuse i battenti la SIRI, nonostante i grandi successi industriali degli anni cinquanta. Nel 1949 la SAIGS fu ceduta alla Montecatini, che riconvertì gli impianti per la produzione dei polimeri sintetici. Nel 1960 iniziò la produzione del 'Meraklon', seguita dal 'Montivel'e dal 'Moplefan', tutto materiale progettato e sintetizzato nei laboratori di ricerca dello stabilimento, dove operò anche Giulio Natta. Agli inizi degli anni settanta lo stabilimento fu suddiviso in varie subunità produttive, imperniate sul polipropilene in granuli, fiocco, film, filo; negli anni ottanta e novanta queste produzioni, come quelle dello stabilimento di Nera Montoro, sono state acquisite da varie multinazionali estere. La 'Fabbrica d'Armi', pur subendo un inevitabile ridimensionamento dopo il secondo conflitto mondiale, con la denominazione di 'Stabilimento Militare Armamento Leggero', ha continuato ad essere uno dei siti nazionali per la manutenzione delle armi dell'Esercito Italiano e della NATO.

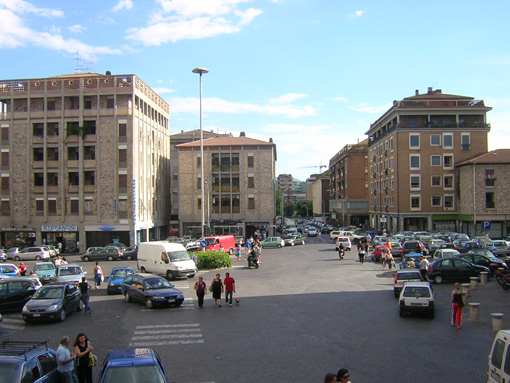
Piazza Mario Ridolfi

Altri stabilimenti sono stati ristrutturati e riconvertiti: quello di Papigno in studios cinematografici, quello delle Officine Bosco nel Centro Multimediale, quello della SIRI in strutture operanti nel terziario e nel sistema museale cittadino.
Dai primi anni novanta del XX secolo, è stato apportato al centro cittadino un radicale cambiamento, imperniato sui "tre centri storici" del quartiere Clai come centro della città romana, del quartiere Duomo come centro della città medioevale e dell'asse piazza Europa, piazza della Repubblica, corso Tacito come centro della città moderna.
La città nel secondo dopoguerra ha avuto una forte espansione ben oltre i villaggi operai d'inizio secolo, sviluppandosi su quattro assi a raggiera intorno al nucleo centrale e ponendo al nuovo piano regolatore Ridolfi, e sue successive varianti, il problema della vivibilità delle periferie e del loro collegamento con il resto della città. La viabilità ha dovuto superare l'antico schema dell'unico asse preferenziale della Flaminia, contestualizzando i progetti in un ambito interregionale, come la direttrice Rieti-Terni-Civitavecchia (SS675 e SS79 bis), la Strada statale 3 bis Tiberina e la piattaforma logistica, ancora non realizzata, tutte essenziali per le industrie del ternano e il suo terziario.